# Зеленогорск (Санкт-Петербург)
Зеленого́рск (до 1948 года — Те́рийо́ки, Терио́ки, от фин. Terijoki — Смоляная река) — город в России, внутригородское муниципальное образование в составе Курортного района города федерального значения Санкт-Петербурга, климатический курорт на северном берегу Финского залива Балтийского моря.
Железнодорожная станция Зеленогорск расположена на 50-м километре линии Санкт-Петербург (Финляндский вокзал) — Выборг.

## Физико-географическая характеристика

### Рельеф и геологическое строение
Город вытянулся на 13 км вдоль северного побережья Невской губы Финского залива Балтийского моря. Природный ландшафт образован покрытой лесом грядой дюн и холмов, которая прерывается долинами рек и небольшими озёрами, прудами и участками обнажённой морены. Окаймлён песчаным («золотым») пляжем шириной до 160 м. В 12 км от Зеленогорска — Симагинское озеро с удобными пляжами.
В палеозое (300—400 миллионов лет назад) вся эта территория была покрыта морем. Осадочные отложения того времени — пески, супеси, глины с линзами ила или торфа — покрывают мощной (свыше 200 метров) толщей кристаллический фундамент, состоящий из гранитов, гнейсов и диабазов. Современный рельеф образовался в результате деятельности ледников (последнее, Валдайское оледенение было 12 тысяч лет назад). После отступления ледника образовалось Литориновое море, уровень которого был на 7—9 м выше современного. 4 тысячи лет назад море отступило, и мели Финского залива превратились в острова. Долина сложена озёрно-ледниковыми и постледниковыми отложениями. Последние 2,5 тысячи лет рельеф почти не менялся
.

### Климат
Климат Зеленогорска умеренный и влажный, переходный от морского к континентальному. Продолжительность дня меняется от 5 часов 51 минуты 22 декабря до 18 часов 50 минут 22 июня. Для города характерна частая смена воздушных масс, обусловленная деятельностью циклонов, которые проходят вдоль Финского залива, что приводит к большой изменчивости погоды, особенно осенью и зимой. Зима умеренно мягкая, с преобладанием умеренно морозной, преимущественно облачной погоды. Снежный покров устанавливается во второй половине ноября и держится до середины апреля. Весна поздняя и затяжная. Лето умеренно тёплое, со сменой солнечных и дождливых дней. Осень пасмурная и туманная. Осадков около 650 мм в год, преимущественно в июне — августе. Средняя годовая относительная влажность воздуха около 80 %, наибольшая в декабре (90 %). Летом преобладают западные и северо-западные ветры, зимой западные и юго-западные. Климат Зеленогорска аналогичен климату расположенного рядом Санкт-Петербурга. Финский залив, несмотря на мелководность, оказывает некоторое влияние на температурный режим города. Летом, особенно в августе — сентябре, средняя температура воздуха здесь немного выше, чем в Санкт-Петербурге (на 0,5—0,8°), а зимой — ниже (на 0,5—0,6°). Несколько сильнее на побережье и ветры.
Годовые показатели температуры воздуха и осадков:
| Показатель                    | Янв.  | Фев.  | Март  | Апр.  | Май  | Июнь | Июль | Авг. | Сен. | Окт.  | Нояб. | Дек.  | Год   |
| ----------------------------- | ----- | ----- | ----- | ----- | ---- | ---- | ---- | ---- | ---- | ----- | ----- | ----- | ----- |
| Абсолютный максимум, °C       | 8,6   | 10,2  | 14,9  | 25,3  | 30,9 | 34,6 | 35,3 | 37,1 | 30,4 | 21,0  | 12,3  | 10,9  | 35,3  |
| Средний суточный максимум, °C | −2,3  | −1,4  | 4,1   | 9,2   | 16,1 | 20,5 | 22,2 | 20,6 | 14,6 | 8,5   | 1,8   | −0,7  | 9,4   |
| Средняя температура, °C       | −6,1  | −6    | −1,4  | 4,4   | 10,9 | 15,8 | 18,1 | 16,4 | 11,0 | 5,6   | −0,1  | −3,9  | 5,4   |
| Средний суточный минимум, °C  | −7,9  | −7,7  | −2,9  | 1,6   | 7,1  | 11,9 | 14,0 | 13,0 | 8,0  | 3,7   | −2,1  | −5,5  | 2,8   |
| Абсолютный минимум, °C        | −35,9 | −35,2 | −29,9 | −21,8 | −6,6 | 0,1  | 4,9  | 1,3  | −3,1 | −12,9 | −22,2 | −34,4 | −35,9 |
| Норма осадков, мм             | 40    | 31    | 35    | 33    | 38   | 64   | 78   | 77   | 67   | 65    | 56    | 49    | 633   |

### Почвы, растительность и животный мир
До основания города территория была покрыта хвойными лесами (сосновые и еловые) с примесью широколиственных пород, а также низинными болотами. Сейчас в районе города сохранились большие хвойные массивы (преобладает ель), сменяющиеся лиственными рощами (берёза, ольха, осина, ива). Преобладают песчаные, подстилаемые суглинками и глинами торфянистые подзолы иллювиально-гумусовые почвы.
В окрестностях города иногда встречаются лисица и ондатра. В городе водится большое количество птиц, пресмыкающихся и беспозвоночных.

### Курортные факторы
Чистый морской воздух, насыщенный хвойным ароматом воздух елового леса, морские купания, песчаные пляжи благоприятны для проведения климато- и талассотерапии при заболеваниях органов кровообращения, дыхания, нервной системы. Хвойные леса, песчаные холмы и дюны создают естественную преграду для ветров и обеспечивают тень, что позволяет проводить на пляжах гелио- и аэротерапию. Глубокое прогревание песка в районе дюн обусловливает возможность проведения песчаных ванн. Пологое морское дно образует песчаное мелководье на несколько десятков и даже сотен метров, удобное для купания детей. Купальный сезон — с середины июня до конца августа (средняя температура воды в июле +19,3 °C).

Берег Финского залива
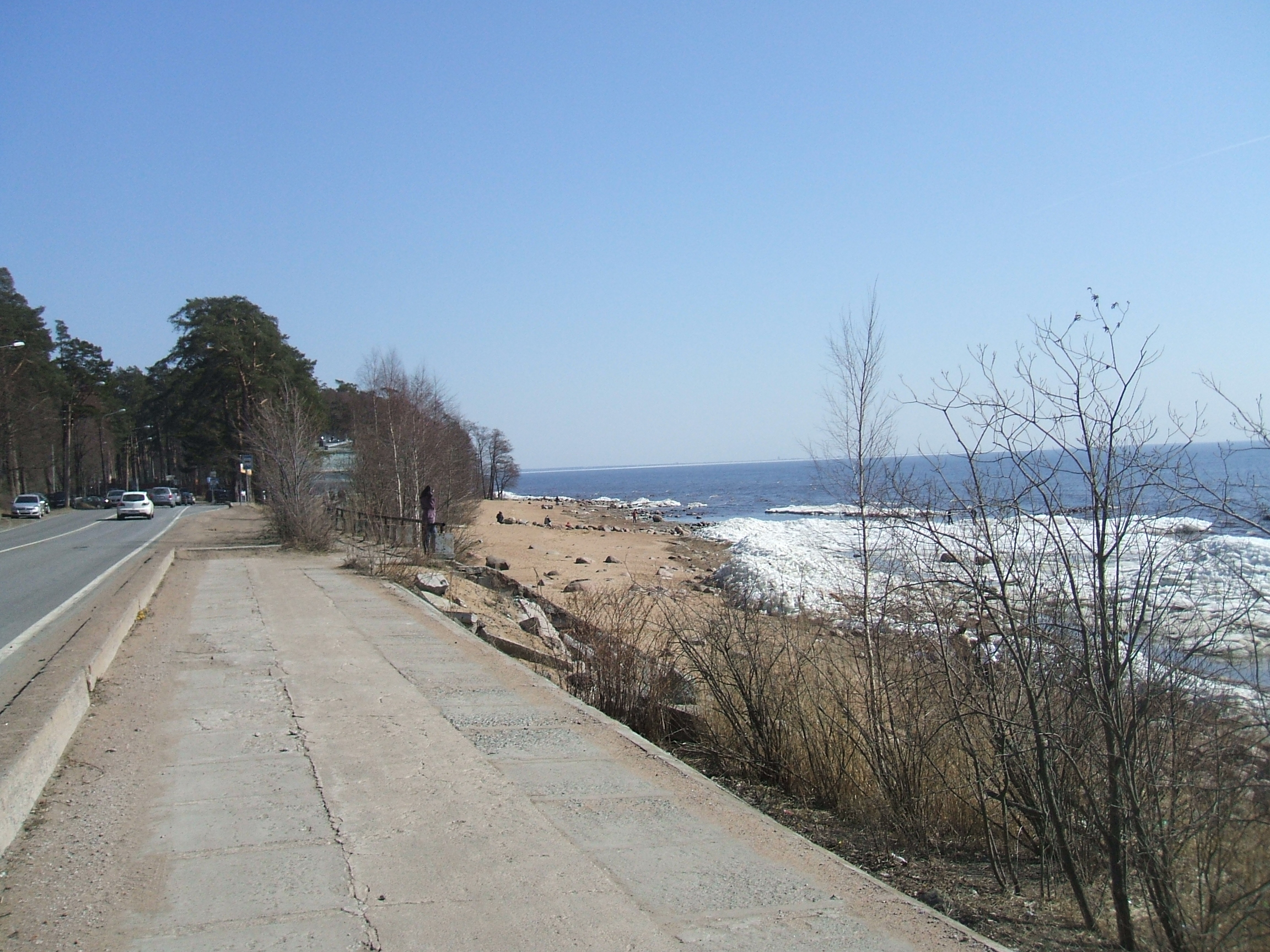
Приморское шоссе
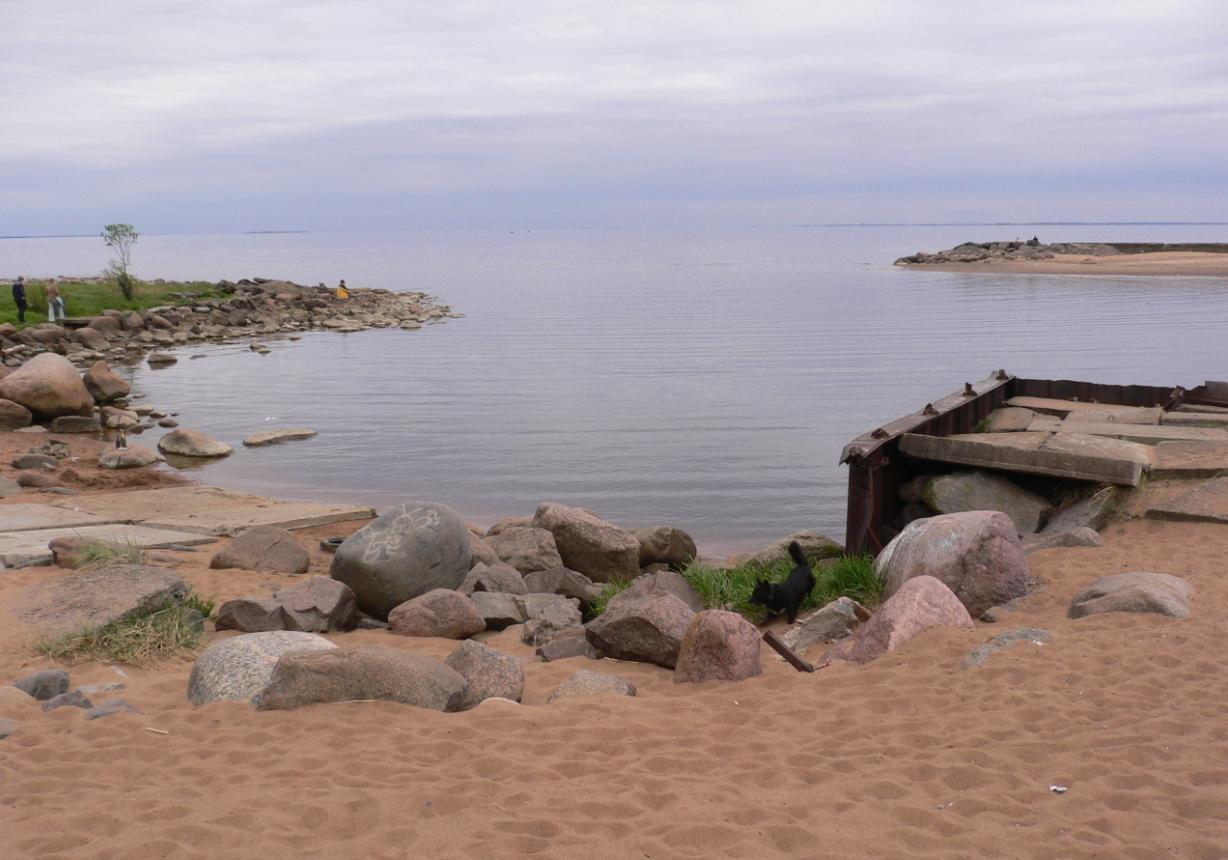
Финский залив
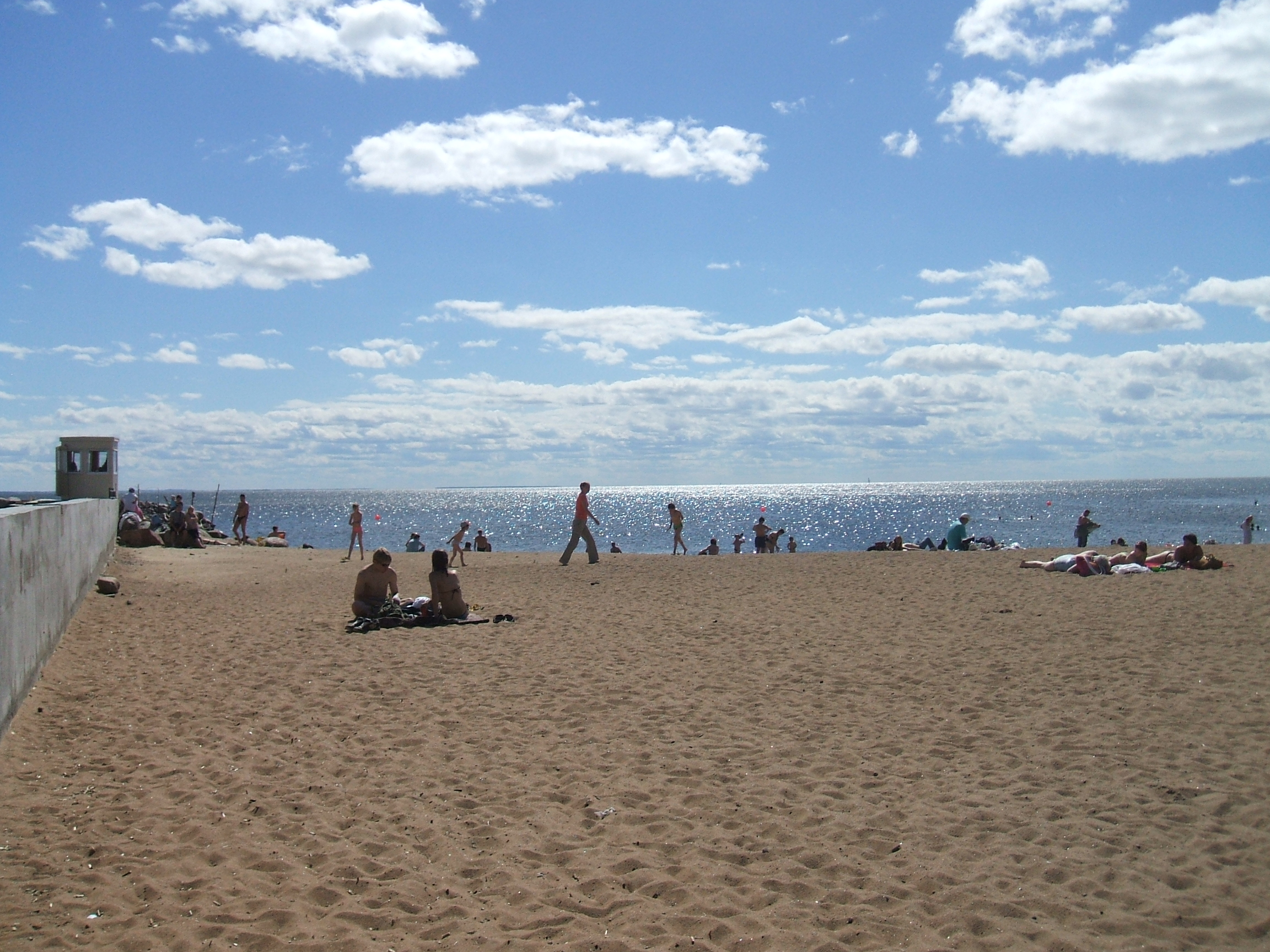
Золотой пляж
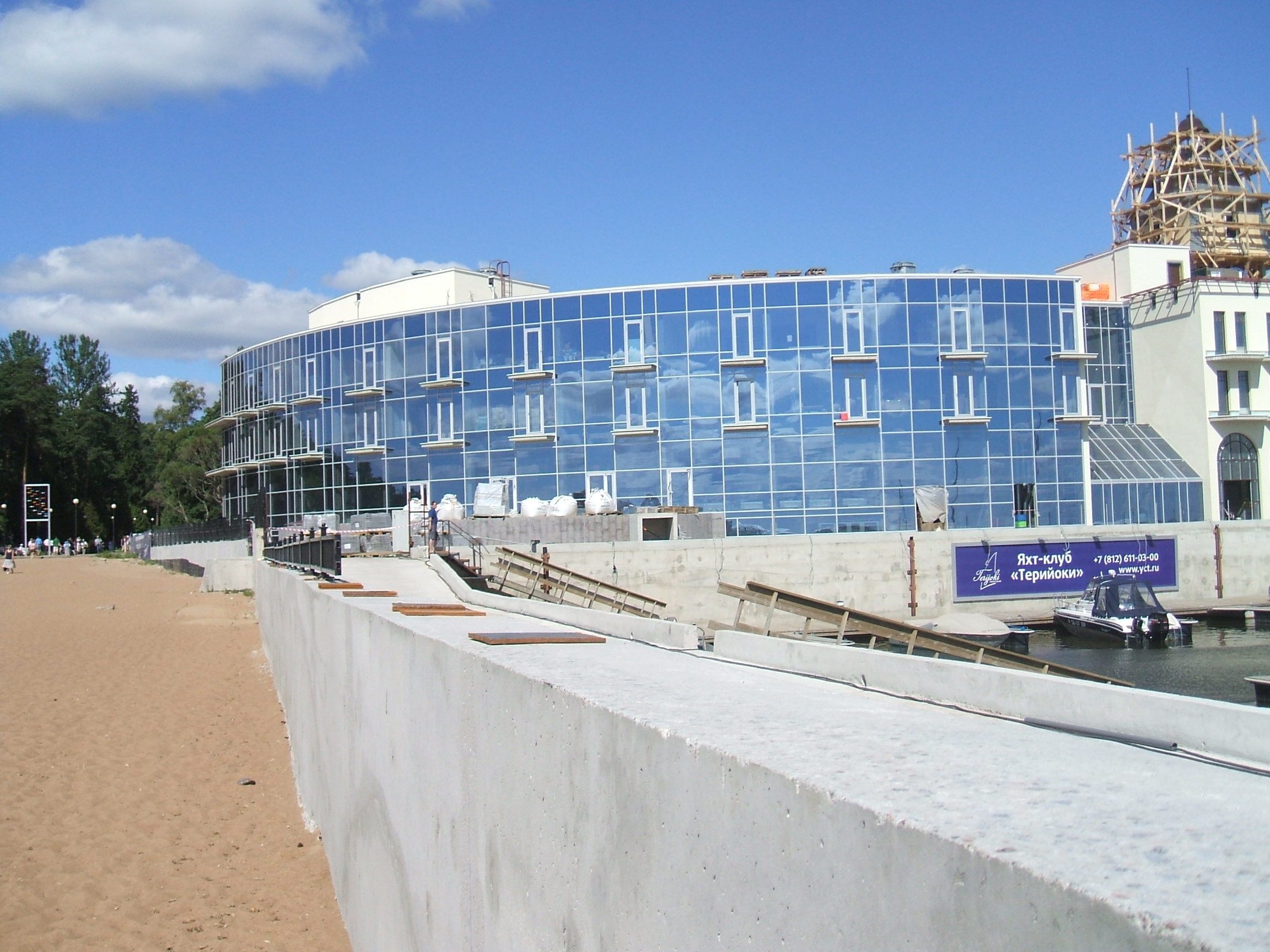
Новый яхт-клуб

## Население
| 1897    | 1939    | 1959    | 1970    | 1979    | 1989    | 2002    |
| ------- | ------- | ------- | ------- | ------- | ------- | ------- |
| 2980    | ↗6700   | ↗12 527 | ↗16 206 | ↘12 044 | ↗13 032 | ↘12 074 |
| 2010    | 2012    | 2013    | 2014    | 2015    | 2016    | 2017    |
| ↗14 958 | ↗15 124 | ↘14 510 | ↗14 524 | ↗14 776 | ↗14 968 | ↗15 136 |
| 2018    | 2019    | 2020    | 2021    | 2023    | 2025    |         |
| ↗15 292 | ↗15 330 | ↘15 322 | ↗15 613 | ↘15 492 | ↗15 568 |         |

## История

### Шведский период (до 1721 года)
Небольшой рыбацкий посёлок Териоки (швед. Terijoki, от искажённого фин. Tervajoki — Смоляная река) у места впадения Жемчужного ручья (реки Жемчужной) в Финский залив известен ещё с XVI века. В письменных источниках поселение впервые упоминается в 1548 году в связи с указом шведского короля Густава Васы о казни нескольких местных контрабандистов. Среди казнённых оказался некий Антти из Териок. В XVI веке деревня Териоки, состоявшая из трёх налогооблагаемых крестьянских дворов, относилась к приходу Уусикиркко. В первой половине XVII века в Териоках было 29 дворов.

### Российский период (1721—1918)
В 1721 году, после подписания Ништадтского мира, завершившего Северную войну, земли Старой Финляндии, где находились Териоки, отошли к Российской империи и были включены в состав Выборгской губернии. Через поселение проходил почтовый тракт на Выборг.
В 1848 году в Териоках было 36 дворов и мыловаренная мануфактура, которая обслуживалась четырьмя рабочими. В 1870 году, после открытия Финляндской железной дороги и строительства первого деревянного вокзала, в этих местах стали появляться многочисленные дачи. Посёлок быстро рос, летом его население доходило до 10 тысяч человек. Многие петербуржцы приобретали здесь участки земли и поселялись на весь год.
В 1880 году в посёлке построена первая деревянная православная церковь. В 1882 году в посёлке открылась первая одногодичная финская школа, в 1886 — первая русская школа на 20 детей, в 1907 — финская пятиклассная школа совместного обучения мальчиков и девочек. В 1897 году в местности Териоки проживало 2979 человек, в том числе 40 % русских. В начале XX века Териоки были самым крупным дачным посёлком на побережье Финского залива с численностью населения до 3500 жителей, а в летнее время сюда приезжало до 55 000 дачников. К 1908 году только в посёлке Териоки было 1400 дач. Он состоял из четырёх частей: Кескикюля (фин. Keskikylä — Центральная деревня), Кекосенпяа (фин. Kekosenpää — горка/пригорок Кекконена), Оллинпяа (фин. Ollinpää — горка/пригорок Олли) и Рялляля (фин. Rällälä — кутила, гуляка) либо Койвикко (фин. Koivikko — Березняк). Наибольшее количество магазинов, лавок, мастерских и муниципальных учреждений было сосредоточено в Центральной деревне. Все храмы также находились на её территории. К востоку от Кескикюля вдоль побережья располагалась дачная местность Оллинпяа, а к западу от Центральной деревни — Кекосенпяа. К северу от железнодорожной линии размещался небольшой дачный район Рялляля. Первыми обитателями этого местечка были строители железной дороги, а затем там жили железнодорожные служащие.

Териоки в начале XX века
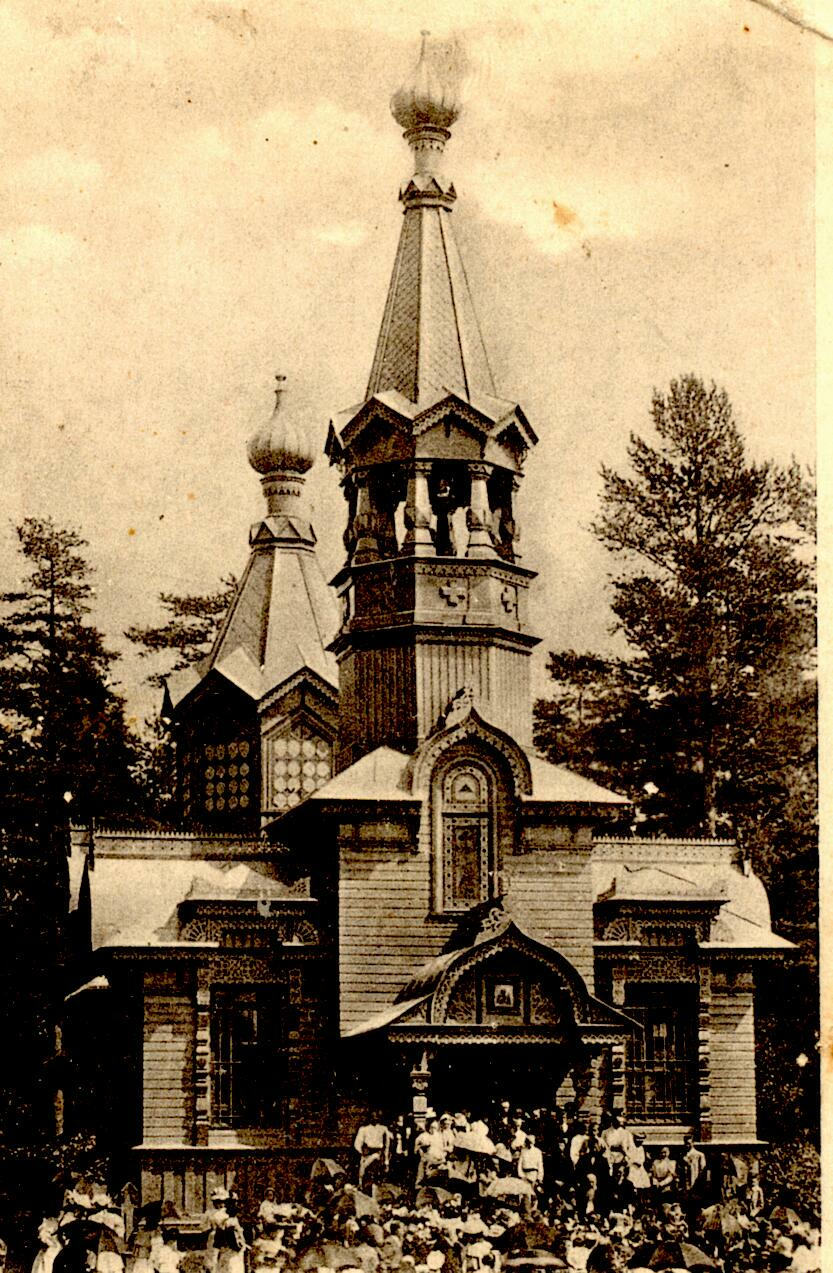
Первая деревянная церковь Казанской иконы Божией Матери. Фото 1900-х годов
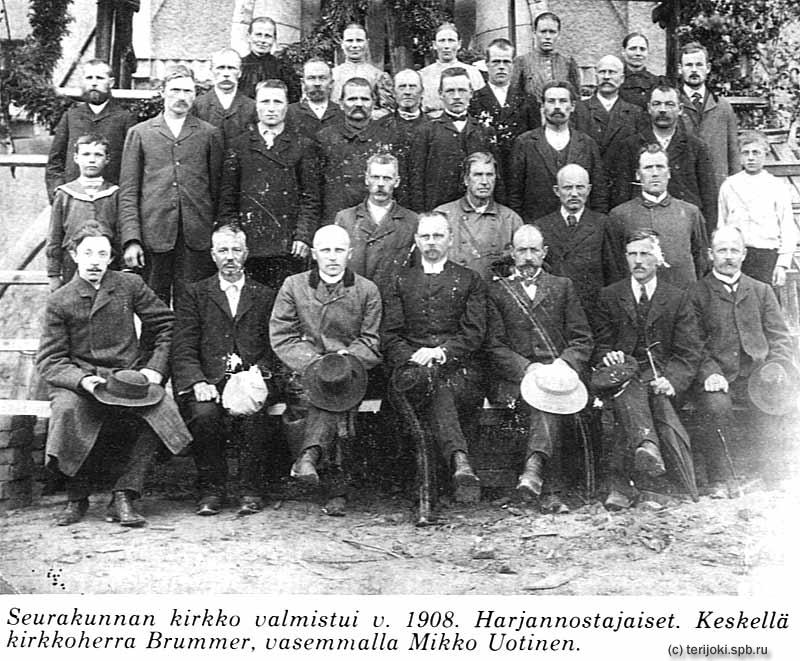
Праздник в честь подведения под крышу Лютеранской кирхи Преображения Господня. Фото 1908 года
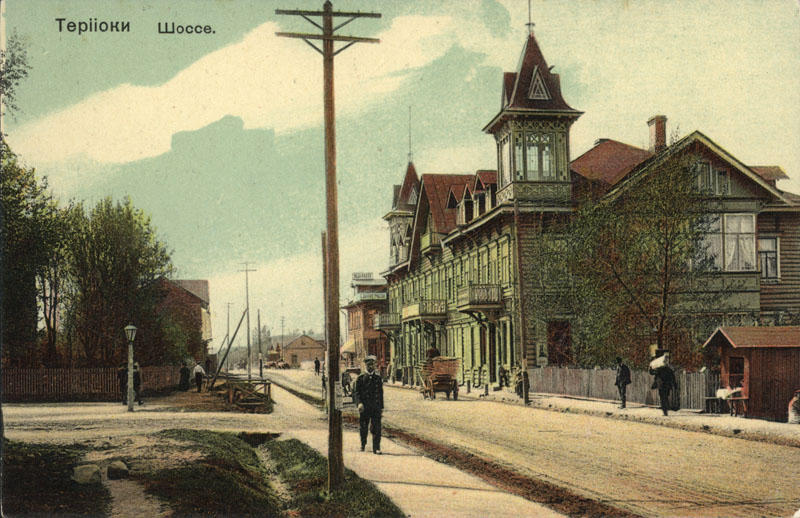
Фото 1910-х годов
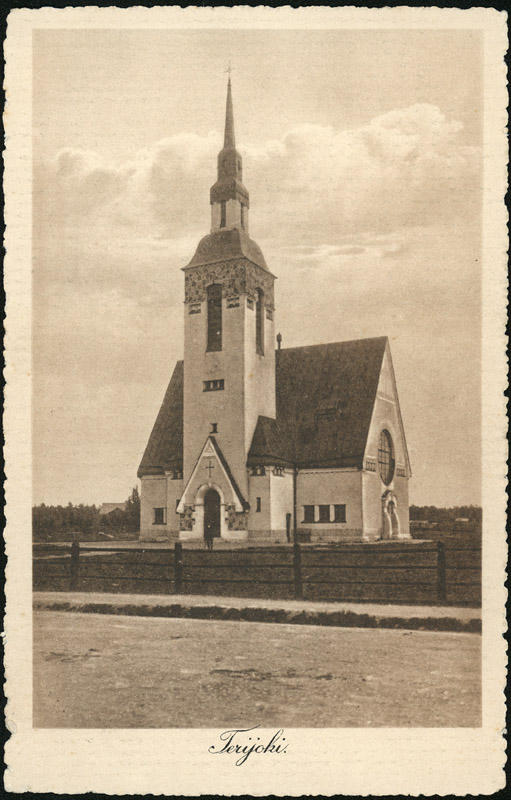
Лютеранская кирха Преображения Господня. Фото 1910-х годов

В период революции 1905—1907 годов здесь находились конспиративные квартиры ЦК РСДРП и других революционных партий и групп, проводились их конференции и совещания. Здесь находились перевалочные базы запрещённой литературы и оружия. Одна из таких конспиративных квартир находилась в доме Уотинена (не сохранился, теперь участок по адресу Приморское шоссе, 51). В этой квартире часто бывал В. И. Ленин, в ней он провёл несколько совещаний и конференций.
В 1907 году в Териоках было 1400 дач, 44 улицы. В 1912 году сюда провели электричество. Летом приезжало 55 тысяч дачников. Постоянных жителей — 5 тысяч человек. Основную массу владельцев и арендаторов дач на рубеже XIX—XX веков составляли купцы, промышленники, зажиточное дворянство и чиновники из Санкт-Петербурга, столичная интеллигенция. На Чёрной речке поселились адмирал С. О. Макаров, писатели Л. Н. Андреев, В. В. Вересаев, Н. Г. Гарин-Михайловский, М. Е. Салтыков-Щедрин, учёные И. П. Павлов , Д. И. Менделеев, П. Ф. Лесгафт, режиссёр В. Э. Мейерхольд, поэт А. А. Блок с женой Любовью Дмитриевной. В посёлке Ино жил художник В. А. Серов. Приезжали: М. Горький, А. И. Куприн, А. С. Серафимович, С. Г. Скиталец, К. И. Чуковский.
В 1907—1908 годах по проекту архитектора Йозефа Стенбека была построена каменная евангелическо-лютеранская церковь, освящённая в 1908 году. В 1910 году Териокская община отделилась от Кивеннапской и стала самостоятельной. В 1911 году на Териокский приход был один врач и родильный приют на две койки. Площадь прихода 46 км², вдоль Финского залива 15 км шириной до 5 км. В состав вошли посёлки Оллила, Куоккала, Келломяки с населением 19 тыс. чел. В 1910—1915 годах по проекту архитектора Н. Н. Никонова было построено новое каменное здание Церкви Казанской иконы Божьей Матери (вместо сгоревшей в 1907 году деревянной). В 1913 году открылись почта, телеграф, телефонная станция, появилось электричество, торговали 84 русских и финских магазина и лавки. С Санкт-Петербургом Териоки связывала железная дорога. За день проходило 10 поездов. В 1917 году в километре от старого деревянного вокзала построили большой каменный вокзал по проекту финского архитектора Бруно Гранхольма.

Териоки в 1910-е годы
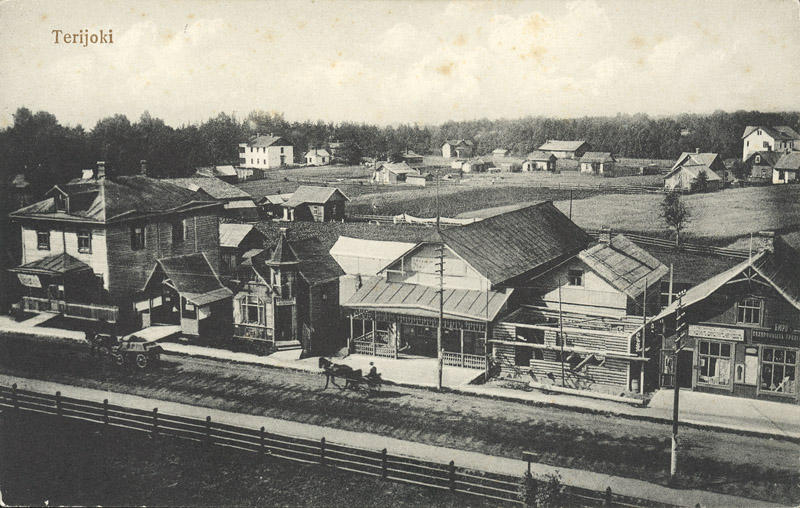
Фото 1910-х годов
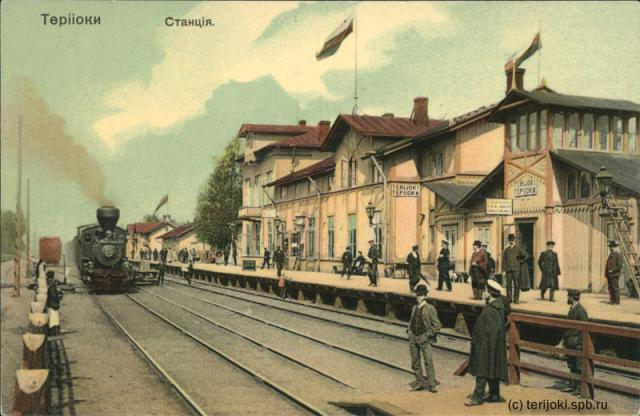
Первый деревянный железнодорожный вокзал. Фото 1910-х годов
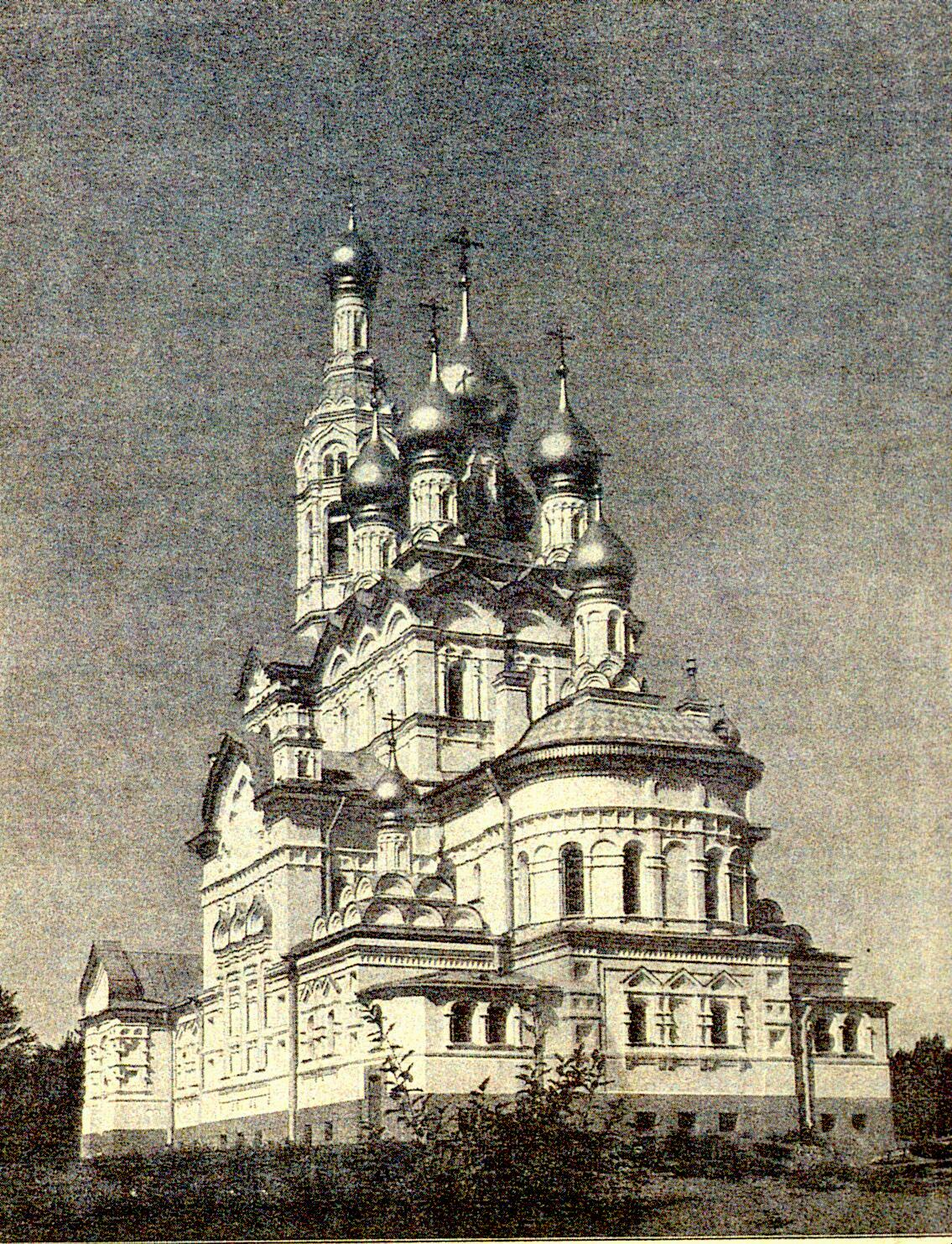
Церковь Казанской иконы Божией Матери. Фото 1915 года
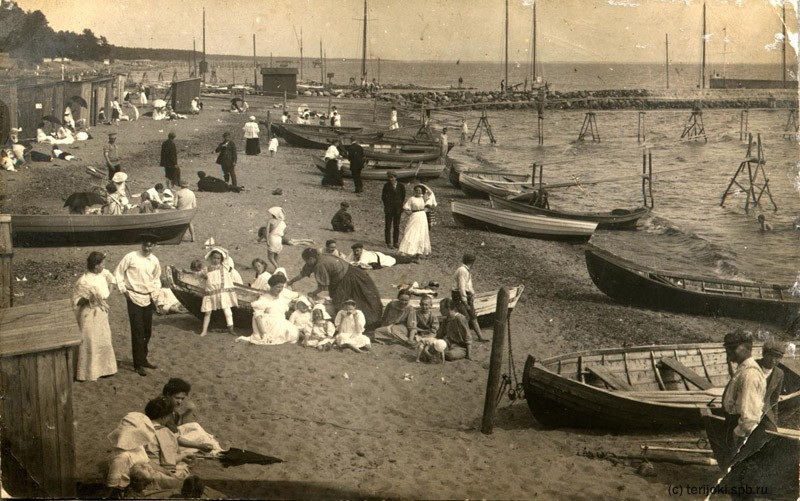
Финский залив. Фото 1915 года

### Финский период (1918—1940)
В середине мая 1918 года в результате Первой советско-финской войны Териоки отошли к Финляндии. В результате Тартуского мирного договора 14 марта 1920 года граница между РСФСР и Финляндией была закреплена по реке Сестре.
В годы Интервенции и Гражданской войны 1918—1922 годов в гавани посёлка базировались британские торпедные катера и гидросамолёты, совершавшие налёты на Кронштадт.

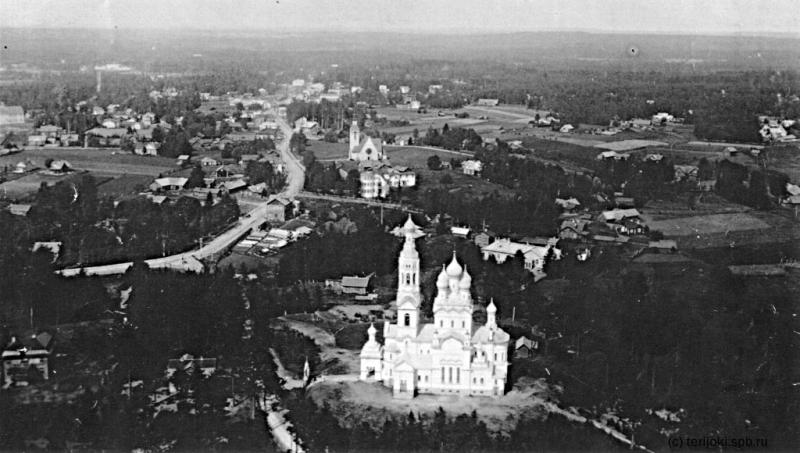
Аэрофотосъёмка панорамы Териоки. На переднем плане Церковь Казанской иконы Божьей Матери на Куоккальской дороге, вдали — Лютеранская кирха. Между ними католический приход в бывшем особняке с круглой башней. Фото 1928 года

В 1930-е годы финское государство начало оказывать содействие возрождению курортной зоны на териокском побережье. Многие русские дачи были тогда восстановлены и реконструированы под пансионаты. Вскоре курорт Териоки снова завоевал популярность не только в Финляндии, но также и в северных странах. К 1939 году в Центральной деревне (Кескикюля) было более 100 землевладельцев, имевших собственные дома. Там же находились многочисленные здания общественного значения: библиотека, издательство, полиция, почта, казино, 2 банка, 7 гостиниц, 3 учебных заведения, 2 больницы, 2 аптеки, стадион, Дом Союза рабочих, Дом Союза женщин и офицерское собрание. В Оллинпяа имелось 130 собственников, 3 магазина, ресторан, гостиница и школа. В Кекокосенпяа было такое же количество личных имений, 4 магазина и школа с учительским общежитием. В Койвикко находилось около 140 участков, русская и финская школы, больница, аптека, 6 магазинов, карамельный заводик и гостиница.
После 1918 года в Териоках бывали финские деятели культуры Керсти Бергрот, Мика Валтари, Руперт Хайнулайнен, Эйно Лейно.
Во время Советско-финской (Зимней) войны в Териоках, в здании офицерского собрания (нынешняя Исполкомская улица, 6) располагалось «Териокское правительство» марионеточной Финляндской Демократической Республики во главе с О. В. Куусиненом.
В результате Советско-финской войны 1939—1940 годов Териоки вместе со всем Карельским перешейком отошли СССР. Новая граница была закреплена Московским договором от 12 марта 1940 года. В ходе этой войны местное население уехало в Финляндию, посёлок был полностью разрушен и с 1940 года начал заселяться переселенцами из разных районов СССР.
В 1947 году после того, как Выборгская губерния по Парижскому мирному договору вошла в состав Советского Союза, и финская волость Териоки перестала существовать, образован Фонд Териоки (Teri-Säätiö). Общество Териоки (Terijoki-Seura) представляет собой форум общения бывших жителей Териоки и их наследников.

### Советский период (1940—1989)
25 мая 1940 года было принято постановление СНК СССР и ЦК ВКП(б) об организации на побережье Финского залива санаторно-курортной зоны с выделением на это специальных средств. На 21 мая 1941 года в Териоках действовали 29 организаций, где работали 2600 человек. Были открыты также 3 дома отдыха и санаторий.
В годы Великой Отечественной войны с 31 августа 1941 года по 11 июня 1944 года город находился под контролем финнов. СССР установил контроль над городом 11 июня 1944 года в ходе Выборгской операции. В мае 1944 года была закрыта лютеранско-евангелистская кирха Преображения Господня.
28 июня 1946 года ЦК КПСС решил восстановить хозяйство Карельского перешейка. Создаётся Курортный район с центром в Зеленогорске от Солнечного до Смолячкова, переименованных в 1948 году. Первый пассажирский поезд ходил один раз в сутки, паровоз тянул 3 вагона за 3 часа. В 1950 году открыли новое здание вокзала по проекту архитектора А. Н. Гречанинова.

Памятник В. И. Ленину у школы-десятилетки. Скульпторы В. Боголюбов и В. Ингал; архитектор Б. Н. Журавлёв

Указом Верховного Совета РСФСР от 22 октября и решением Ленгорисполкома от 4 ноября 1946 года Териокам был присвоен статус города. В 1948 году он получил своё современное название — Зеленогорск.
В 1951 году прошёл первый электропоезд, построено здание 445-й школы по проекту архитектора А. А. Афонченко над Комсомольским сквером с широкой каскадной лестницей и видом на простор Финского залива. В 1965 году Зеленогорск получил новый генеральный план, автором которого стал архитектор Н. И. Булдаков. 8 июня 1969 года в центре сквера открыт памятник В. И. Ленину (скульпторы — В. Я. Боголюбов и В. И. Ингал, архитектор — Б. Н. Журавлёв; скульптура была перенесена сюда со Средней Рогатки, где стояла с 1951 по 1968 год; в сквере перед школой № 445 до 1956 года находилась бетонная фигура Сталина).
30 августа 1988 года официально зарегистрирована православная община Зеленогорска, которая просила о передаче ей Казанской церкви. Просьба была удовлетворена Исполкомом Ленсовета 5 июня 1989 года.

### Современный период (с 1989 года)
В 1989 году образован Зеленогорский район с посёлками от Репино до Смолячково, Сосновой Поляны, Сопки и Решетниково. Административный центр — город Зеленогорск.
В 1994 году Зеленогорский район был упразднён и включён в состав Курортного района Санкт-Петербурга. В 1997 году Зеленогорск получил статус отдельного городского муниципального образования в составе объединённого Курортного района.
В 1998 году Лютеранская кирха возвращена верующим — Церкви Ингрии. В 2001—2002 годах по проекту архитектора А. В. Васильева и инженера Е. М. Гришиной здание церкви было полностью отреставрировано с воссозданием колокольни. 31 июля 2004 года у кирхи открыт памятник Примирения, работа скульптора Арсена Аветисяна. 26 июля 2008 года в зеленогорском парке открыт памятник уроженцу Зеленогорска народному артисту СССР Георгию Вицину (скульптор — Ю. Кряквин).
В 2008 году в Зеленогорске открыты новые яхт-клуб и психоневрологический интернат.

### Герб и флаг города
- Герб города утверждён 11 июля 2000 года Постановлением Муниципального совета МО «Город Зеленогорск» № 28:

В золоте зелёная, обременённая летящей вправо, с воздетыми и распростёртыми крыльями, серебряной чайкой и трижды проросшая еловой лапой глава и лазоревая выщербленная оконечность, из-за которой возникает серебряный безант.

Финский герб Общества бывших жителей Териоки (Terijoki-Seura)

Герб, который часто ошибочно отождествляют с гербом города, был создан в Финляндии для живущих в этой стране выходцев из Териоки (в 1917—1939 годах город входил в состав Финляндии).
- Флаг утверждён 11 июля 2000 года Постановлением Муниципального совета МО «Город Зеленогорск» № 28:

Прямоугольное полотнище, разделённое по горизонтали на три равные полосы — зелёную с изображением белой чайки, жёлто-золотистую с белым полукругом и голубую; первая полоса дополнена шестью еловыми лапами, третья — девятью волнами, расположенными на фоне второй полосы.

## Органы власти
Современный орган местного самоуправления — Муниципальный совет — функционирует с 1998 года. В результате выборов 19 сентября 2014 г. был избран новый состав V созыва (из 10 депутатов — 4 от «Единой России»). Глава муниципального образования (который исполняет полномочия председателя Муниципального совета и является высшим должностным лицом муниципального образования); исполнительно-распорядительный орган муниципального образования — Местная администрация.
Председатель муниципального совета муниципального образования города Зеленогорска — Семёнов Борис Анатольевич.
Глава местной администрации города Зеленогорска — Долгих Игорь Анатольевич.

## Архитектура и достопримечательности
- Гостиница «Бель-Вю» (1874, Театральная улица, 1) — двухэтажный дом оригинальной архитектуры, старейшая гостиница города. Ранее здесь располагались мастерская зеленогорских художников и детская художественная школа. Ныне снесено[48][49].  7831272000
- Дача Мюзера (Театральная улица, 9) — деревянный особняк, примечательный комплексом из шести каминов и изразцовых печей высокой художественной ценности. В феврале 2012 года дача была продана ООО «СК Карат» за 10 млн рублей, обременение объекта предусматривало реставрацию дома к 2014 году. Собственник не исполнил обязательства по восстановлению здания, КГИОП дважды выигрывала в суде административные иски, взыскивая по 100 тыс. рублей штрафа. В 2015 году эксперты требовали изъять дачу Мюзера у собственника, который доводит её до разрушения, и вернуть в управление государства. Неоднократные обращения в КГИОП от градозащитников и общества «Старые дачи» не привели к активным действиям со стороны комитета, по состоянию на сентябрь 2021 года ведомство продлило сроки исполнения обязательств по восстановлению дачи до марта 2022[50][51].
- Бывшая вилла «Айнола» (Начало XX века, Приморское шоссе, 521) — деревянный особняк с прудом, плотиной и небольшим водопадом. В 1939 году в этом особняке проживал председатель «правительства» «Финляндской демократической республики» О. В. Куусинен. После войны в здании сначала размещалась гостиница, а затем администрация города.  7831270000
- Лютеранская церковь Преображения Господня (1907—1908, архитектор Йозеф Стенбек, проспект Ленина, 13) — действующая лютеранская церковь, находящаяся под юрисдикцией епископов Церкви Ингрии. При кирхе есть небольшое финское кладбище.  7801387000
- Бывший особняк Новикова (начало XX века, Исполкомская улица, 6) — дом с парком, где формировалось правительство Финляндии во время Финской войны 1939 года. В настоящее время находится в руинах.  7810288000

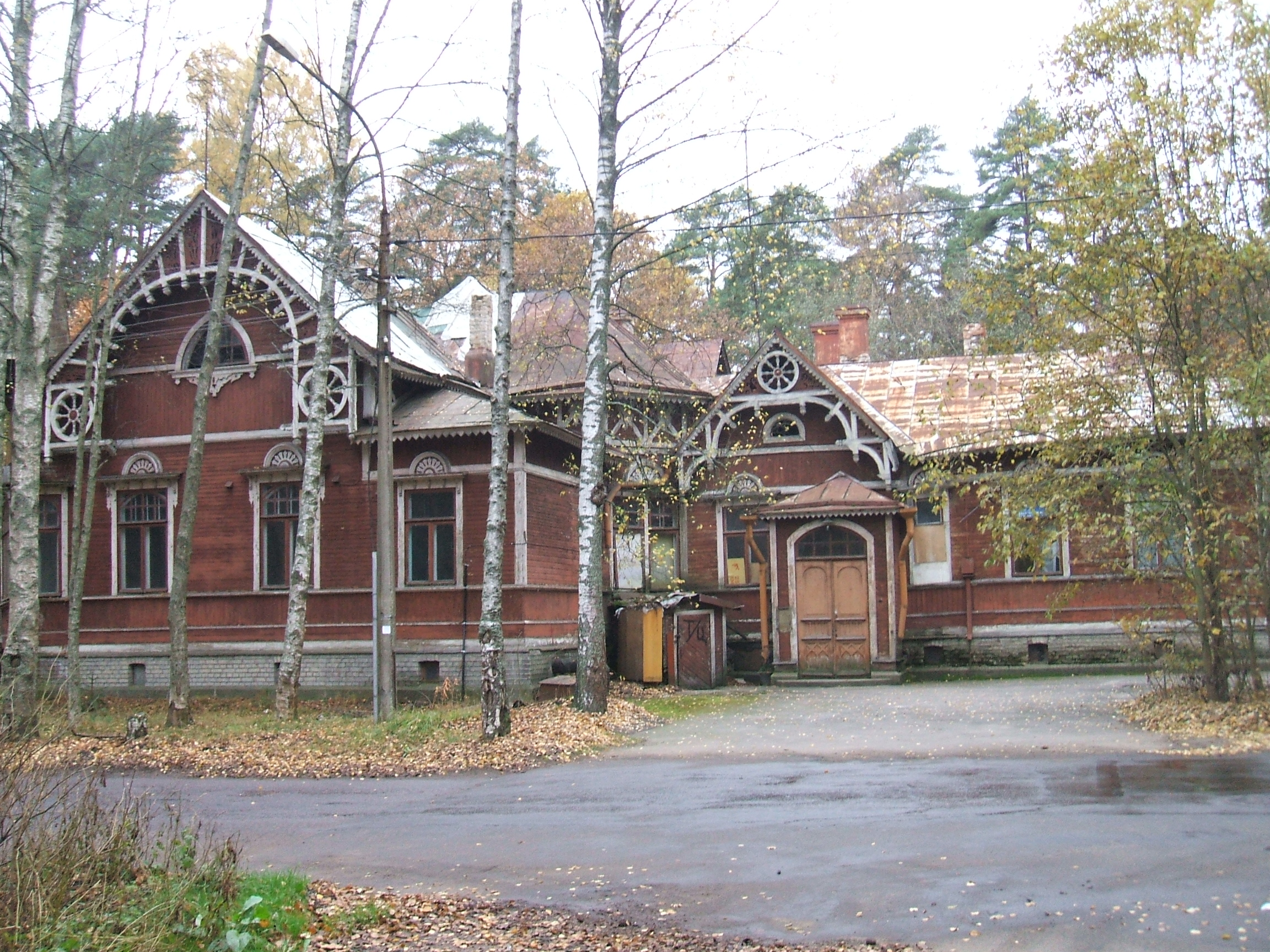
Дача Мюзера, Belle Vue
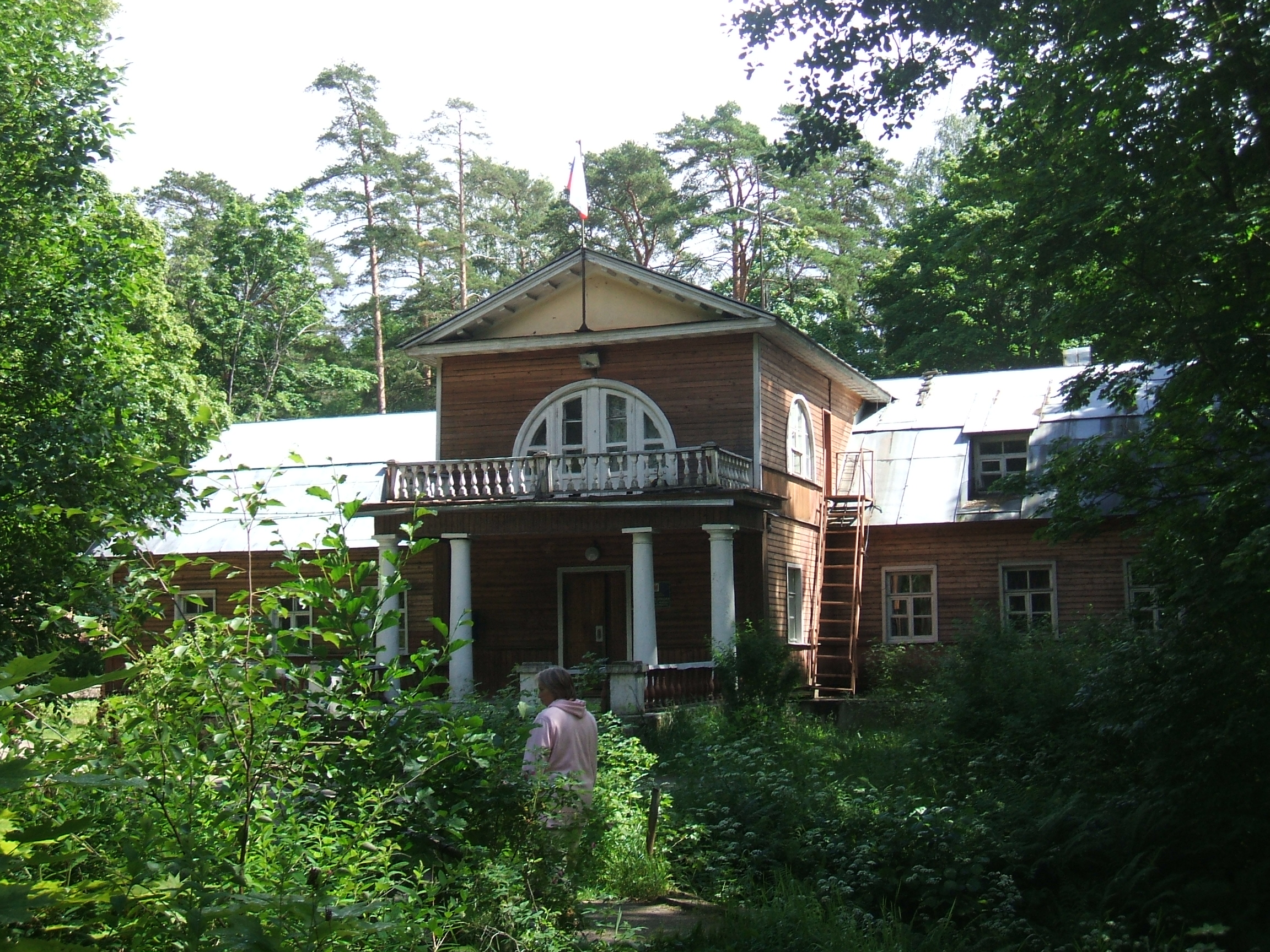
Вилла «Айнола»
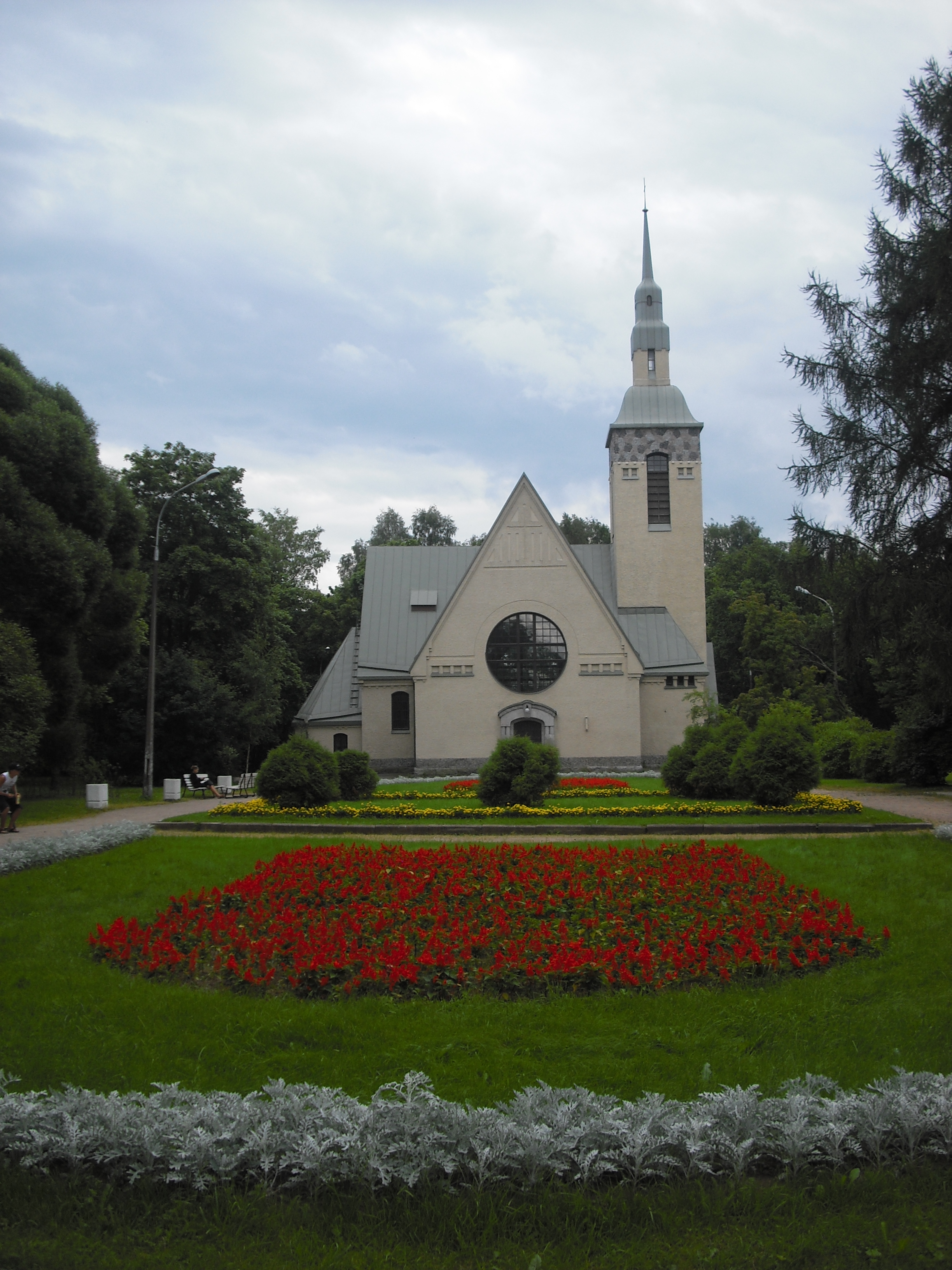
Лютеранская кирха
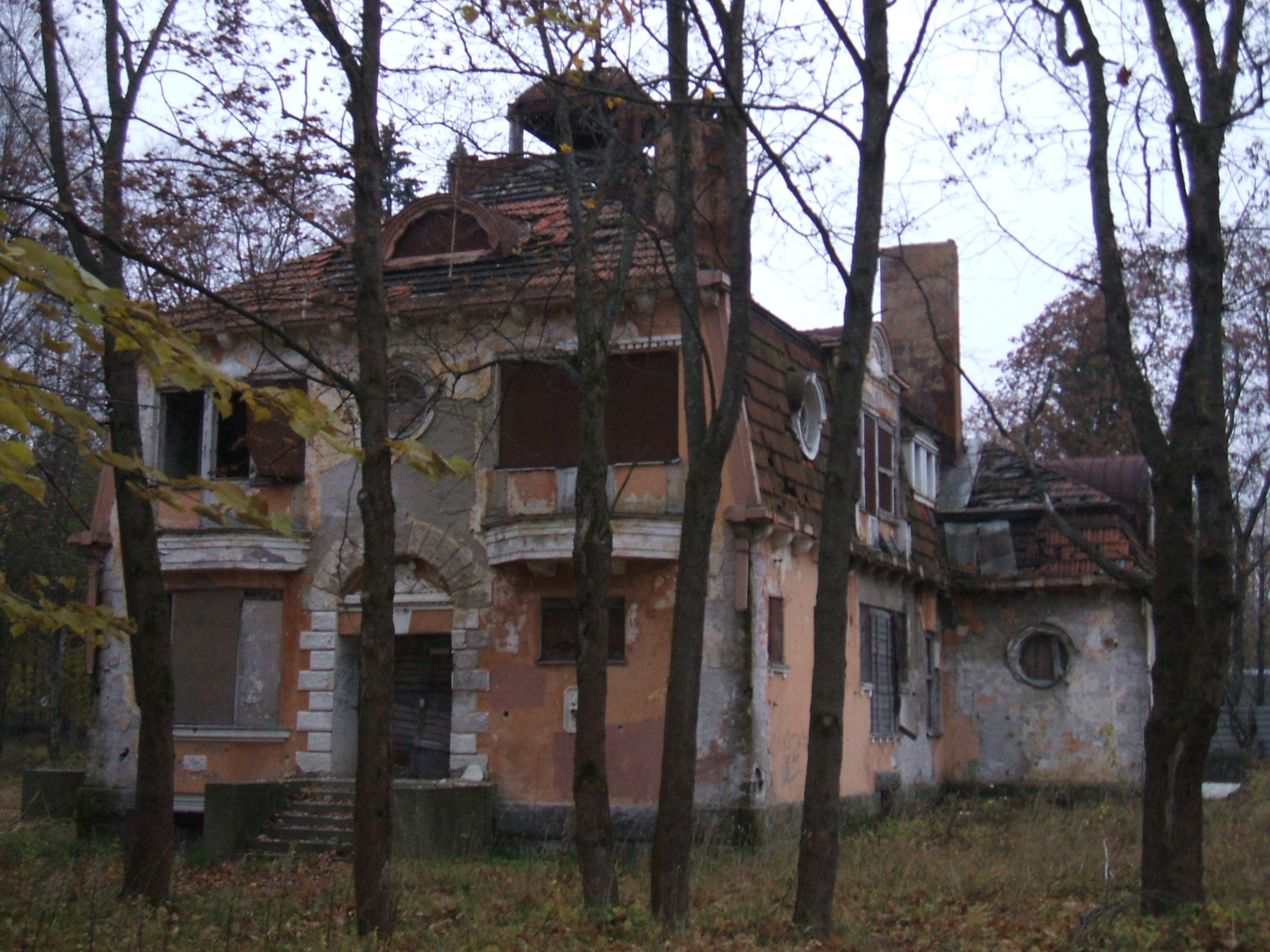
Бывший особняк Новикова

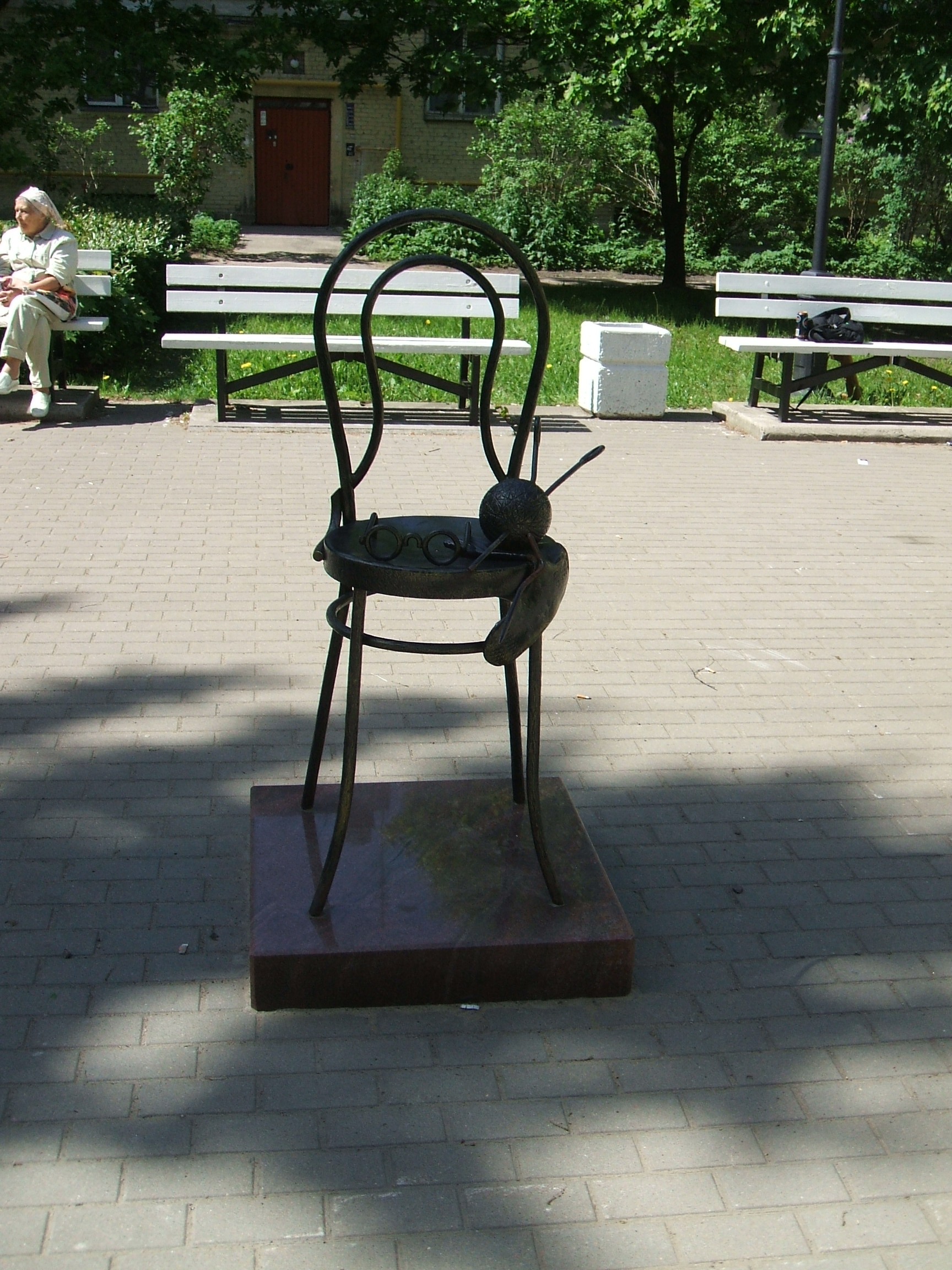
Бабушкин стульчик

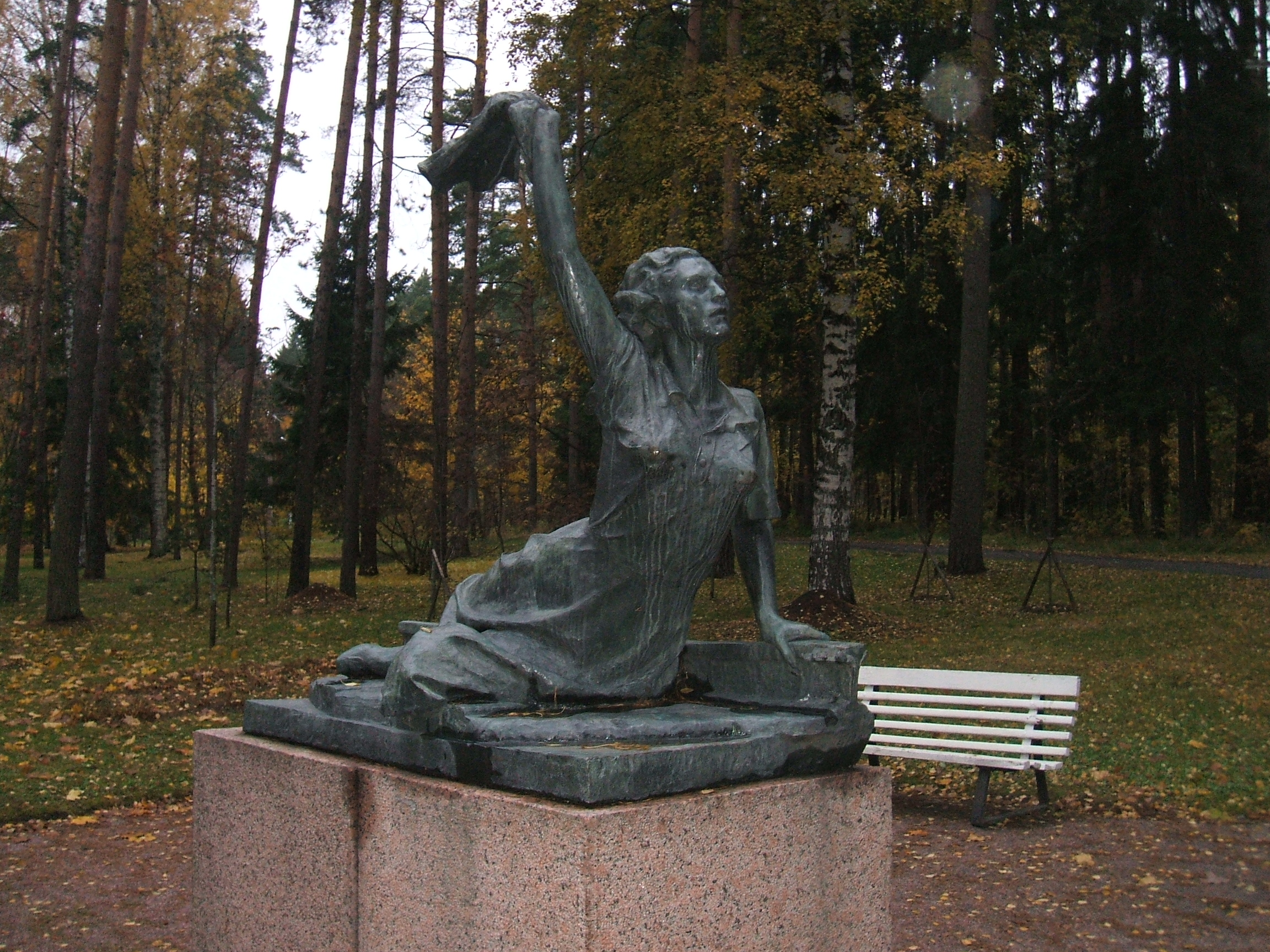
Раймонда Дьен

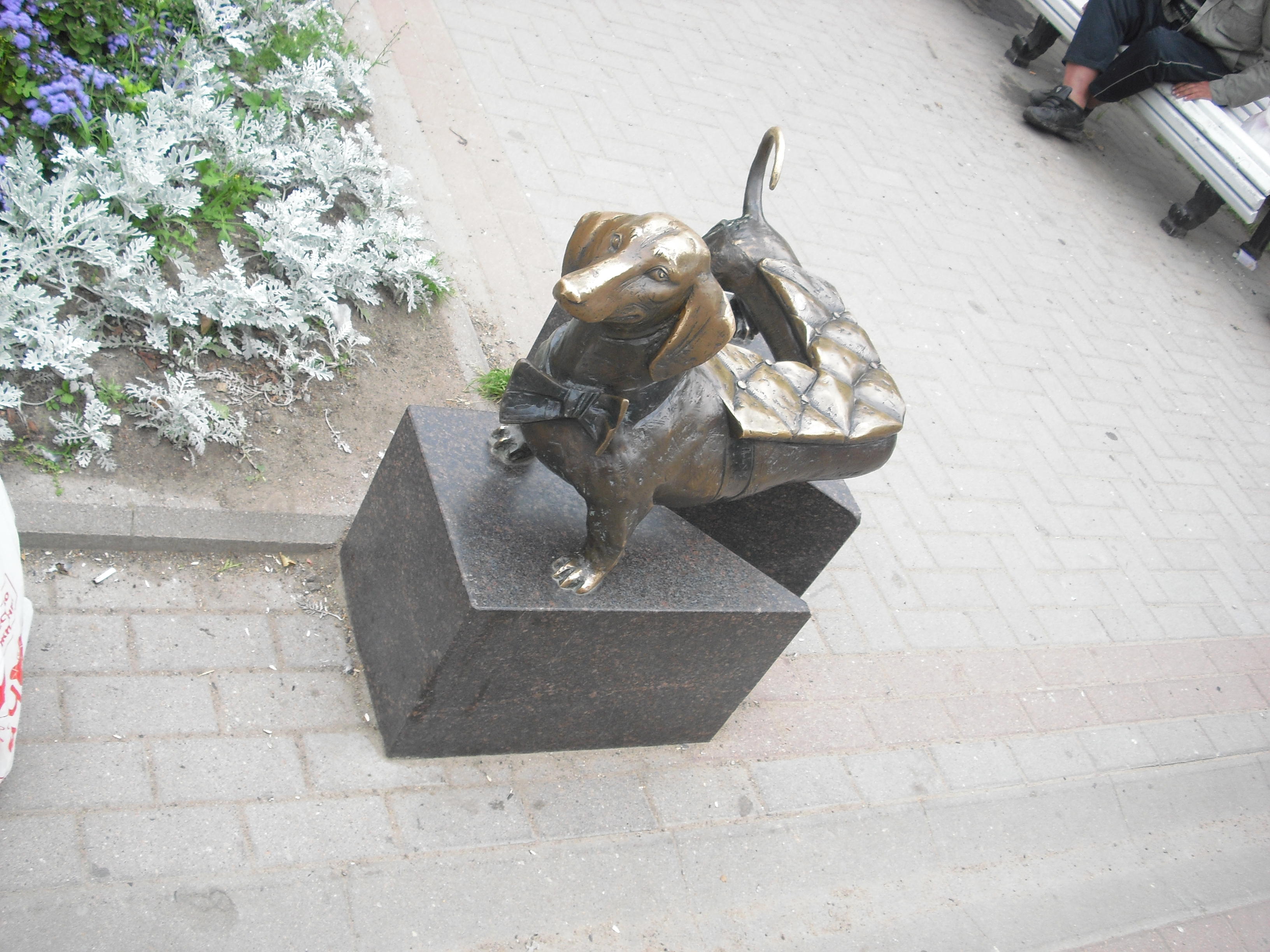
Памятник таксе, ск. А. Аветисян

- Церковь Казанской иконы Божией Матери (1910—1915, архитектор Н. Н. Никонов, Приморское шоссе, 547) — действующий православный многоглавый храм, построен на возвышении в московско-суздальском стиле XVI века.  7810289000
- Железнодорожный вокзал (1917, архитектор Бруно Гранхольм, перестроен 1950, архитектор А. А. Гречанников,) — каменное здание в стиле национального романтизма.
- Школа № 445 (1951, архитектор А. А. Афонченко, проспект Ленина, 2) — здание в «сталинском» стиле, с широкой каменной лестницей, заканчивающейся смотровой площадкой, с которой открывается замечательный вид на парк и Финский залив[53].
- Памятник Раймонде Дьен (1957, скульптор Ц. И. Дивеева, архитектор В. Д. Кирхоглани, Приморское шоссе) — скульптура, посвящённая французской коммунистке, протестовавшей против войны в Индокитае[54].
- Памятник В. И. Ленину (1969, скульпторы В. Я. Боголюбов, В. И. Ингал, архитектор Б. Н. Журавлёв)
- Братская могила воинов, погибших в годы Великой Отечественной войны (1985, Приморское шоссе, 59-й км) — архитектурно-художественная концепция описана авторами[55] так: Плиты каменных мозаик на иррационально размещённых строгих объёмах гранита. Их сюжеты лишены привычной помпезности: вечная смена времён года, вечный сон павших[56].
- Памятник Примирения (2004, скульптор А. А. Аветисян, проспект Ленина, 13) — открыт 26 июля 2004 года в День города возле кирхи[57].
- Памятник Георгию Вицину (2008, скульптор Ю. Д. Кряквин, Центральный парк культуры и отдыха) — скульптура изображает актёра в роли Бальзаминова из фильма «Женитьба Бальзаминова». Рядом с ней планируется установить скульптуры и остальных участников легендарной троицы — Юрия Никулина в клоунской ипостаси и Евгения Моргунова в образе Бывалого[58].
- Аллея памяти педагогов Шейнисов (Красноармейская улица, 11) — аллея, расположенная перед зданием школы № 450. Была открыта в 2002 году при участии Муниципального Совета Зеленогорска[59].
- Зеленогорский парк культуры и отдыха.
- Малая городская скульптура: «Бабушкин стул», «Такса», «Хлеб», «Читающий муравей», «Женщина с детьми», «Древо счастья», «Ботинки дачника».
- Городские фонтаны: в ЗПКиО, «Девочка Удэ», «Золотая чаша», «Одуванчик», «Дельфины» (возле вокзала).

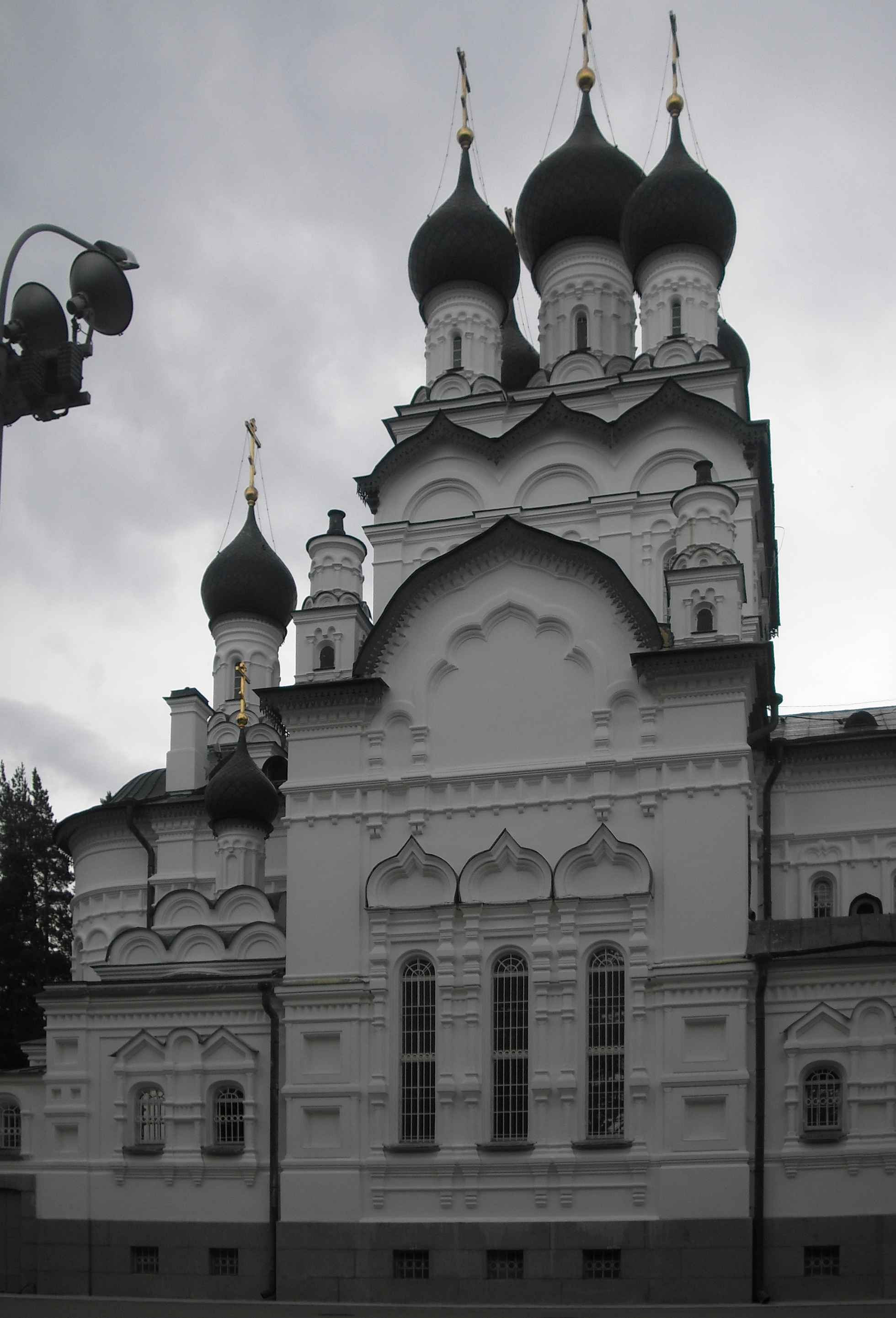
Церковь Казанской иконы Божией Матери
Братская могила воинов Советской армии, погибших в годы Великой Отечественной войны
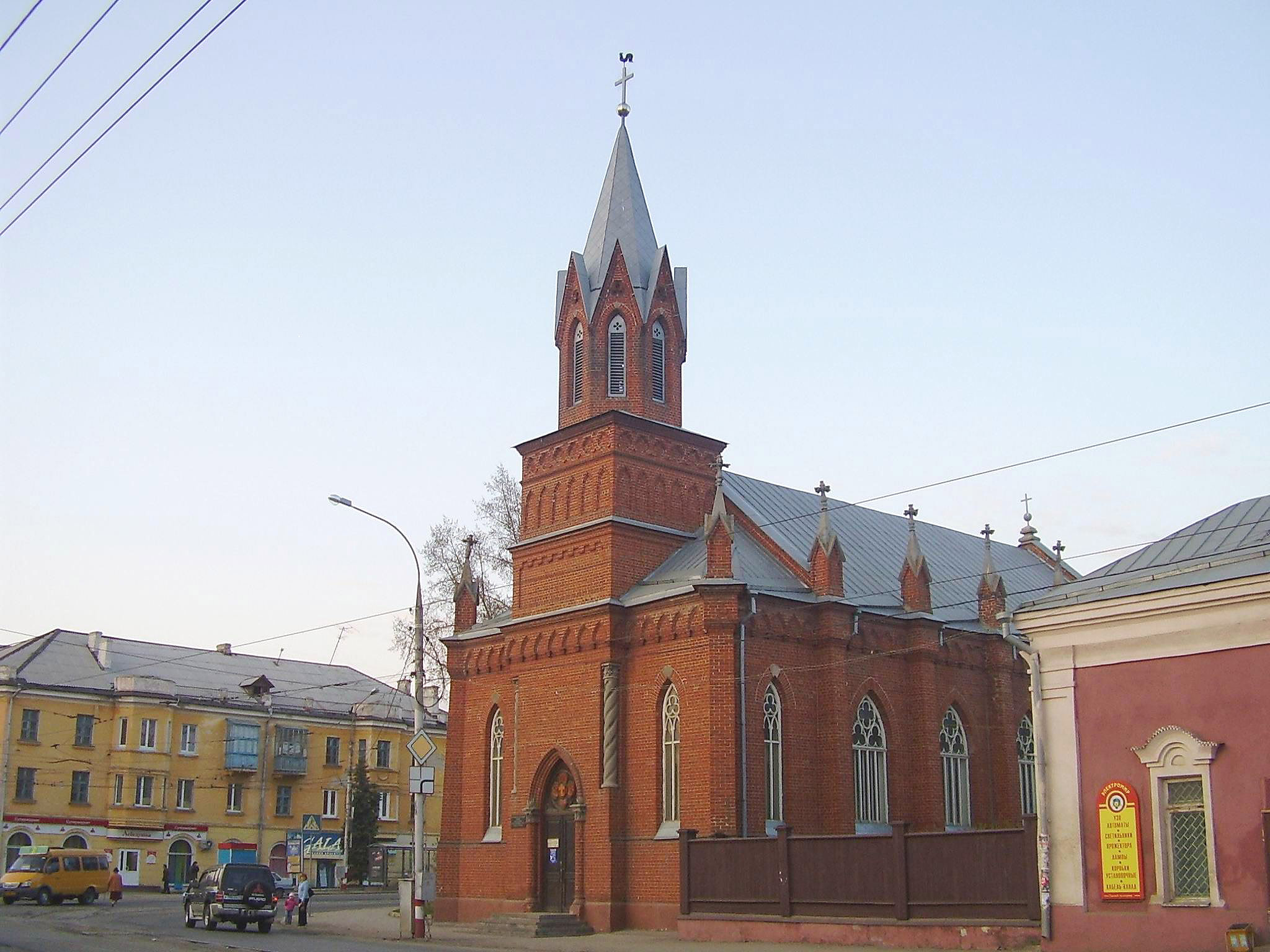
Памятник Примирения у кирхи
Памятник Георгию Вицину

## Планировка города

### Описание границ города

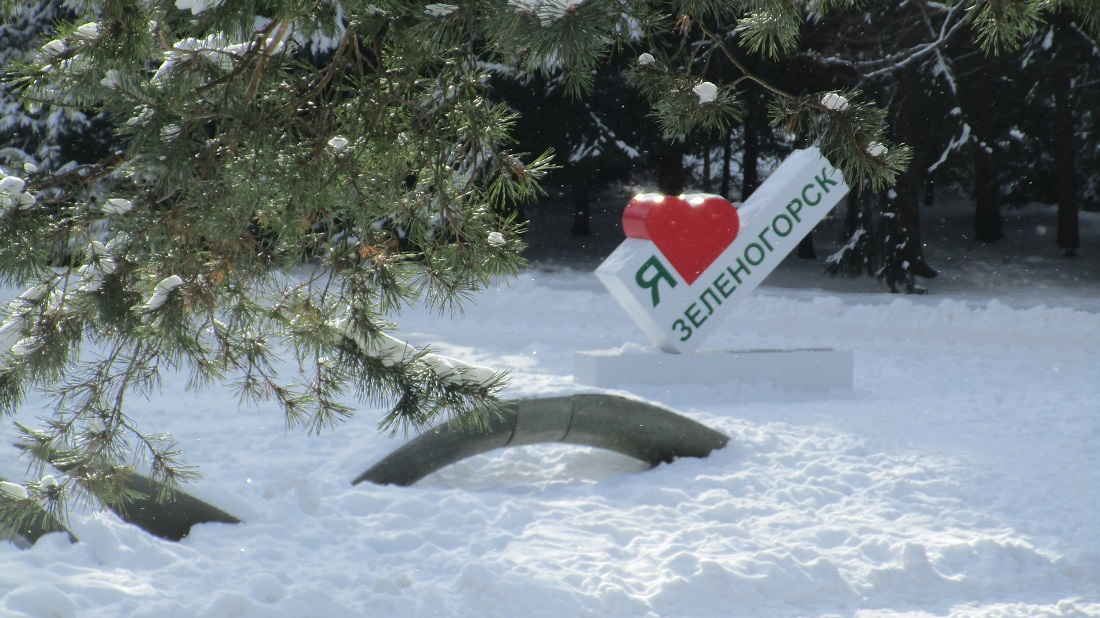

Граница муниципального образования город Зеленогорск Курортного района Санкт-Петербурга проходит: от уреза воды берега Финского залива по оси Ушковского ручья до Приморского шоссе, далее по оси Приморского шоссе на восток до Детского переулка, далее по оси Детского переулка до Тихой улицы, далее по оси Тихой улицы 2050 м до пересечения с лесной дорогой, далее на восток по оси лесной дороги, огибая садоводство «Ветеран», до противопожарного рва, далее по оси указанного рва до северной стороны полосы отвода Выборгского направления железной дороги, далее 400 м на северо-запад по северной стороне полосы отвода Выборгского направления железной дороги до лесной просеки между кварталами 159 и 160 Молодёжного лесничества, далее на север по западной стороне кварталов 160, 149 и 137 Молодёжного лесничества до шоссе Серово — Огоньки, далее 240 м на восток по оси шоссе Серово — Огоньки до лесной просеки между кварталами 124 и 125 Молодёжного лесничества, далее на север по западной стороне кварталов 125 и 114 Молодёжного лесничества до границы с Выборгским районом Ленинградской области.

Далее граница идёт по северной границе кварталов 114, 115 Молодёжного лесничества, по западной и северной границе территории завода железобетонных изделий, затем на восток 400 м по северной стороне проектируемой улицы посёлка Решетниково, далее на северо-восток 600 м вдоль линии электропередач, затем огибает существующую застройку посёлка Решетниково с севера, востока и юга, затем идёт на юго-восток вдоль границы земель Академии коммунального хозяйства «Нива» и по границе кварталов 117, 118 Молодёжного лесничества, далее идёт на север, северо-запад между кварталами 108, 104, 100 этого лесничества и землями Академии коммунального хозяйства «Нива», огибая лесной квартал 100 с северной стороны, идёт на восток по границе между лесными кварталами 101, 102, 103 и территорией Рощинского опытно-показательного леспромхоза. После этого граница поворачивает на юго-восток и идёт по северной стороне местной автодороги до автодороги Зеленогорск — Выборг, по её восточной стороне проходит 250 м до местной автодороги и идёт по ней до восточной границы квартала 5 Комаровского лесничества.

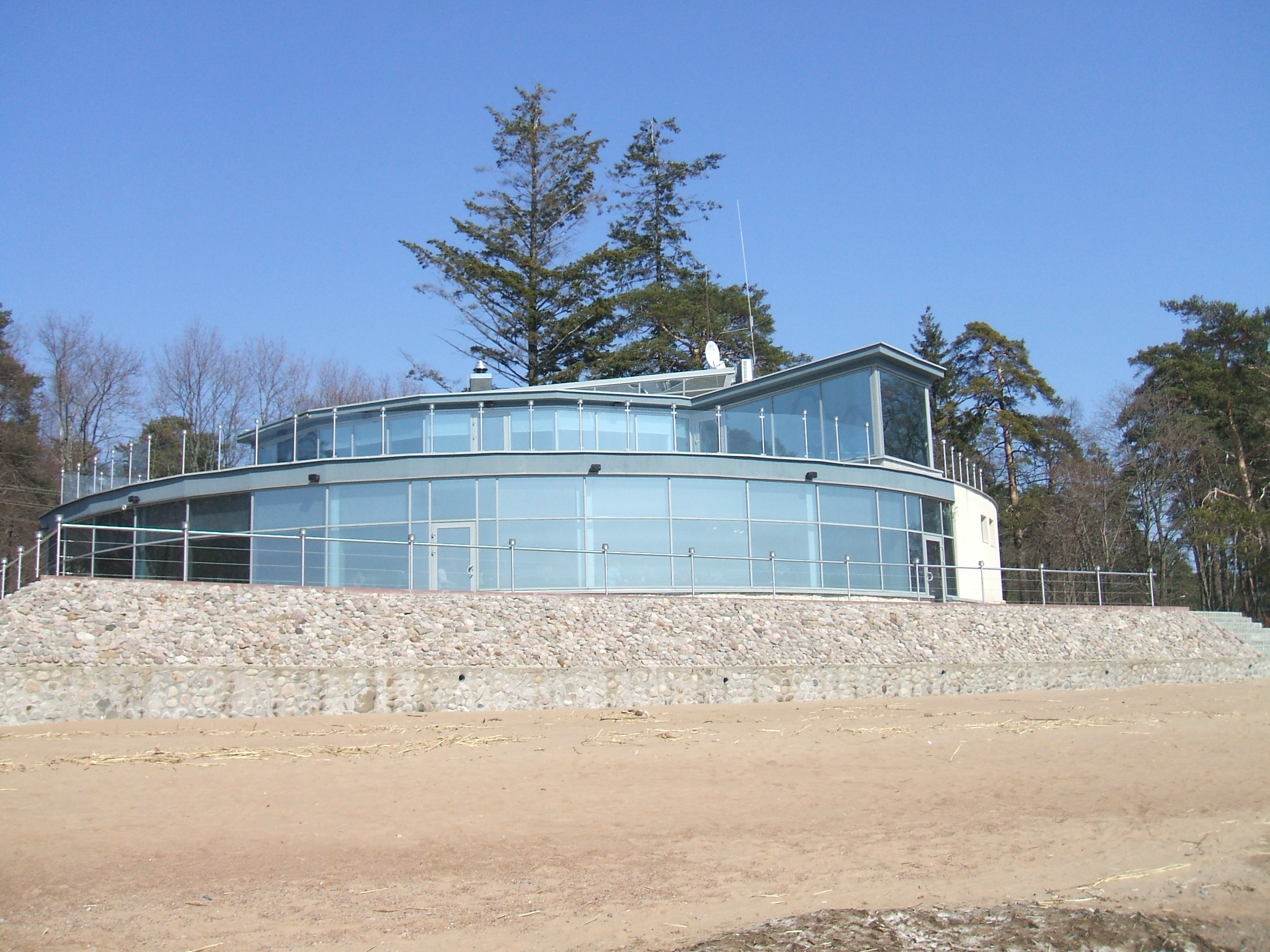
Финский залив. Приморское шоссе. Выезд из Зеленогорска

После граница идёт на юго-запад по западной стороне кварталов 6 и 12 Комаровского лесничества до Щучьего озера, далее по урезу воды западного и южного берегов Щучьего озера до просеки, далее на юго-запад по западной стороне кварталов 21, 35, 47 и 57 Комаровского лесничества до северной стороны полосы отвода Выборгского направления железной дороги, далее на восток 160 м по северной стороне полосы отвода Выборгского направления железной дороги, далее на юго-запад по оси лесной дороги до Приморского шоссе, далее, пересекая Приморское шоссе, на юг по западной границе квартала 63 Комаровского лесничества до Финского залива, далее по урезу воды берега Финского залива до Ушковского ручья.
Также с 2011 года в состав Муниципального образования город Зеленогорск включена территория жилого городка Красавица, расположенного вблизи воинской части 03216 и Большого Симагинского озера.

### Планировка
Город Зеленогорск раскинулся вдоль берега Финского залива. В 300—500 метрах от берега с востока на запад проходит транзитная магистраль Приморское (Нижнее) шоссе (до 1940-х годов Куоккалантие — фин. Kuokkalantie — Куоккальская дорога). На восток она ведёт в Сестрорецк и Санкт-Петербург, на запад — к трассам А123 и А125, ведущим к Выборгу и государственной границе Российской Федерации с Финляндией. В том же направлении на севере города проходит железная дорога Санкт-Петербург — Выборг. Южнее железной дороги проходит Зеленогорское (Верхнее) шоссе, идущее на восток в сторону Сестрорецка и Санкт-Петербурга мимо прибрежных посёлков. От Приморского шоссе и Финского залива на север проходит центральная магистраль города — проспект Ленина (до 1940-х годов Виертотие — фин. Viertotie — Подсечная дорога). Проспект выходит за пределы города и ведёт к магистралям А120, А122 и М10 (E 18 «Скандинавия»).

## Экономика

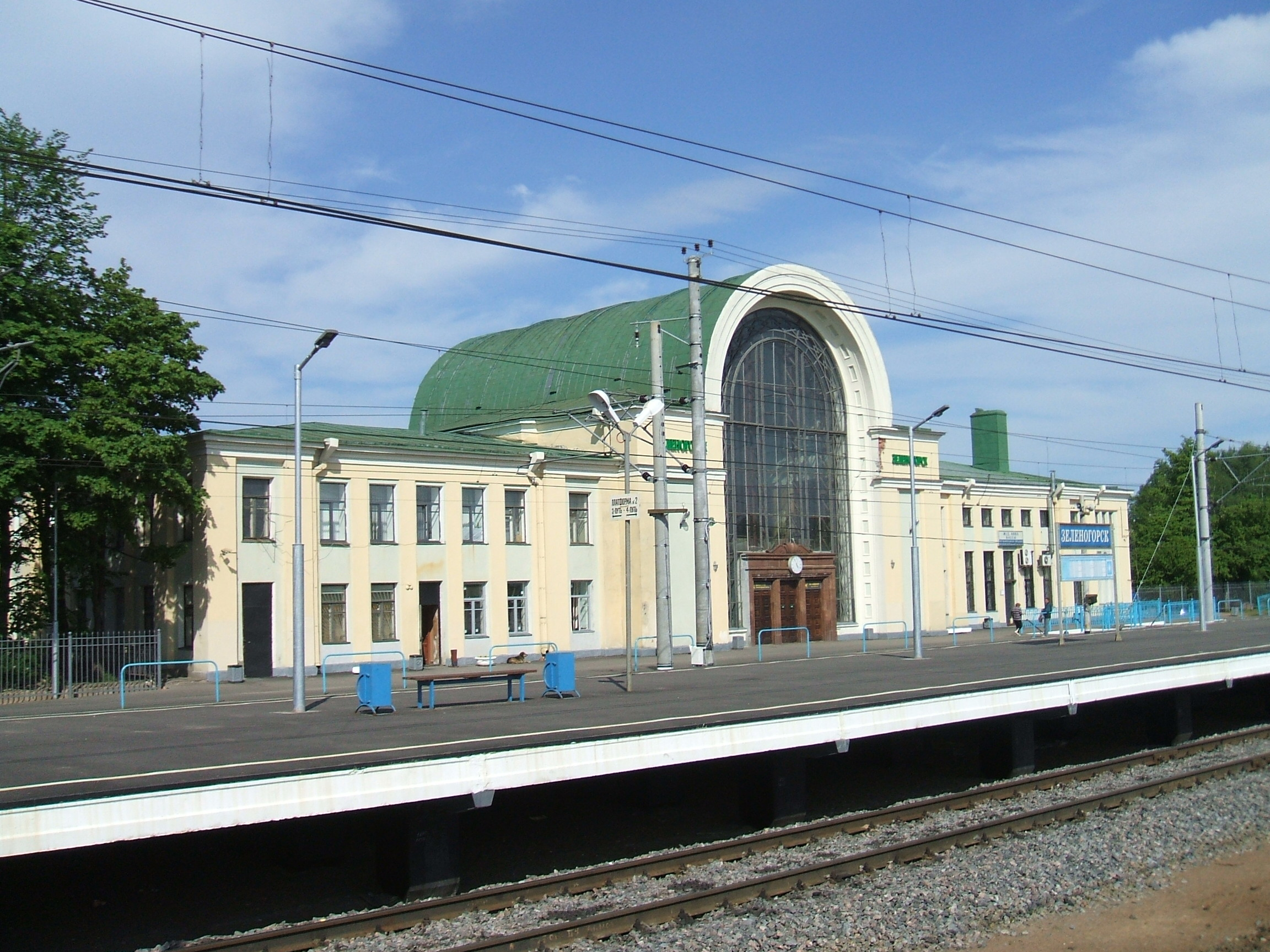
Зеленогорский вокзал

В Зеленогорске отсутствует промышленность. В то же время здесь развита сеть торговли и общественного питания: в городе имеются два торговых центра, продовольственный и вещевой рынки, другие продовольственные и промтоварные магазины, аптеки, рестораны, кафе.
Имеется развитая сеть социальных автобусов (10 маршрутов). Городские и пригородные маршруты соединяют город Зеленогорск с Санкт-Петербургом (станции метро «Чёрная речка», «Старая Деревня», «Площадь Ленина», «Проспект Просвещения», «Гражданский проспект»), Сестрорецком и другими населёнными пунктами Курортного района, а также с Ленинградской областью.
Через Зеленогорск проходит железнодорожная линия Санкт-Петербург (Финляндский вокзал) — Выборг. В городе один железнодорожный вокзал — Зеленогорск.
Город входит в зону покрытия всех основных операторов сотовой связи региона.

## Социальная сфера

### Учреждения культуры и образования
В городе работают: филиал сестрорецкой Центральной библиотеки имени М. М. Зощенко, филиал Детской районной библиотеки, Зеленогорский дом детского творчества.
Среди учреждений образования: 2 средние общеобразовательные школы, 3 детских сада, детская школа искусств № 13, школа-интернат № 69 для детей с ограниченными возможностями, воскресная школа евангелическо-лютеранского прихода церкви Преображения Христова, воскресная школа храма иконы Казанской Божией Матери.

### Рекреационные учреждения
В городе 19 учреждений рекреационного обслуживания: санаторий «Северная Ривьера», спа-отель «Аквамарин», санаторий «Балтийский берег», база отдыха «Волна», база однодневного отдыха, военный санаторий ЛенВО, детские санатории (бывшие загородные пионерские лагеря) «Зорька», «Ласточка», «Звёздочка», «Чайка», детский психоневрологический санаторий «Пионер», пансионаты «Морской прибой», «Белое солнце», «АЭП» (Снесён к 2017), «Ленинградец», дома отдыха «Архитектор», «Чародейка», «Зеленогорск», «Энергетик», «Ленвест», лыжная база «Прибой-Двигатель», гостиница «Гелиос Отель», СПА-отель «Терийоки».

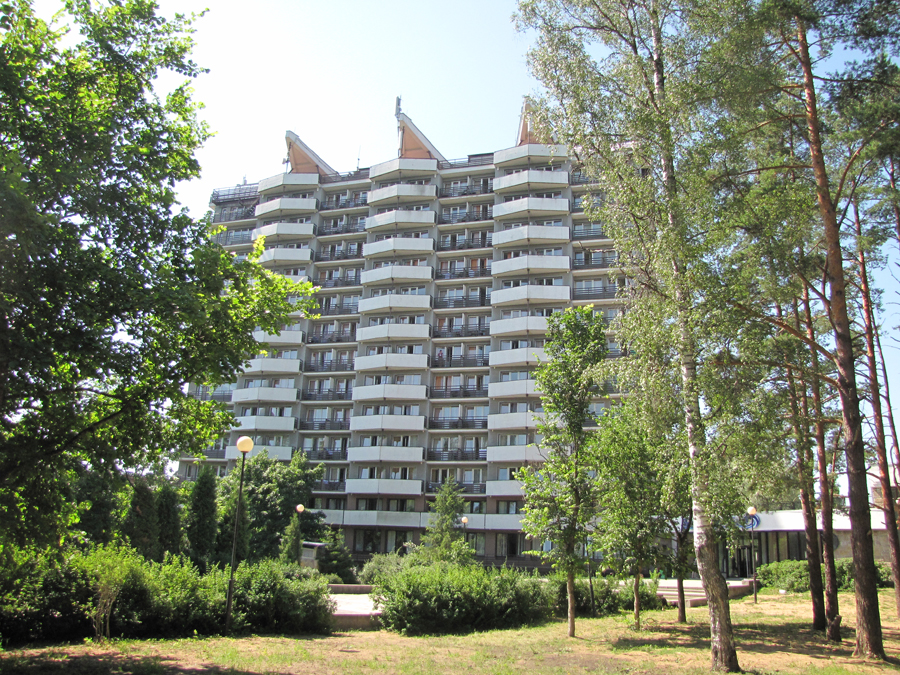
Санаторий «Балтийский берег»
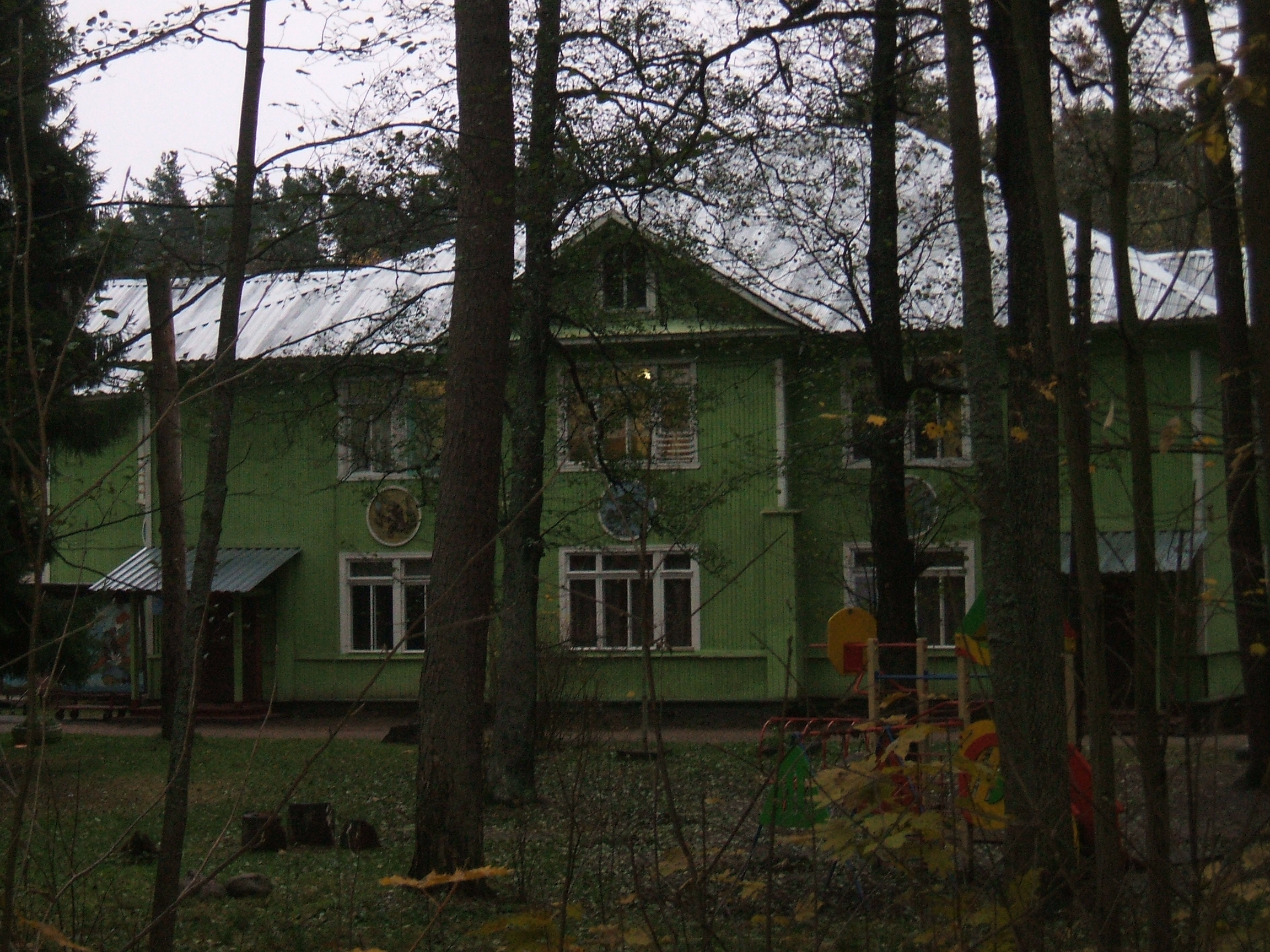
Детский санаторий «Зорька»
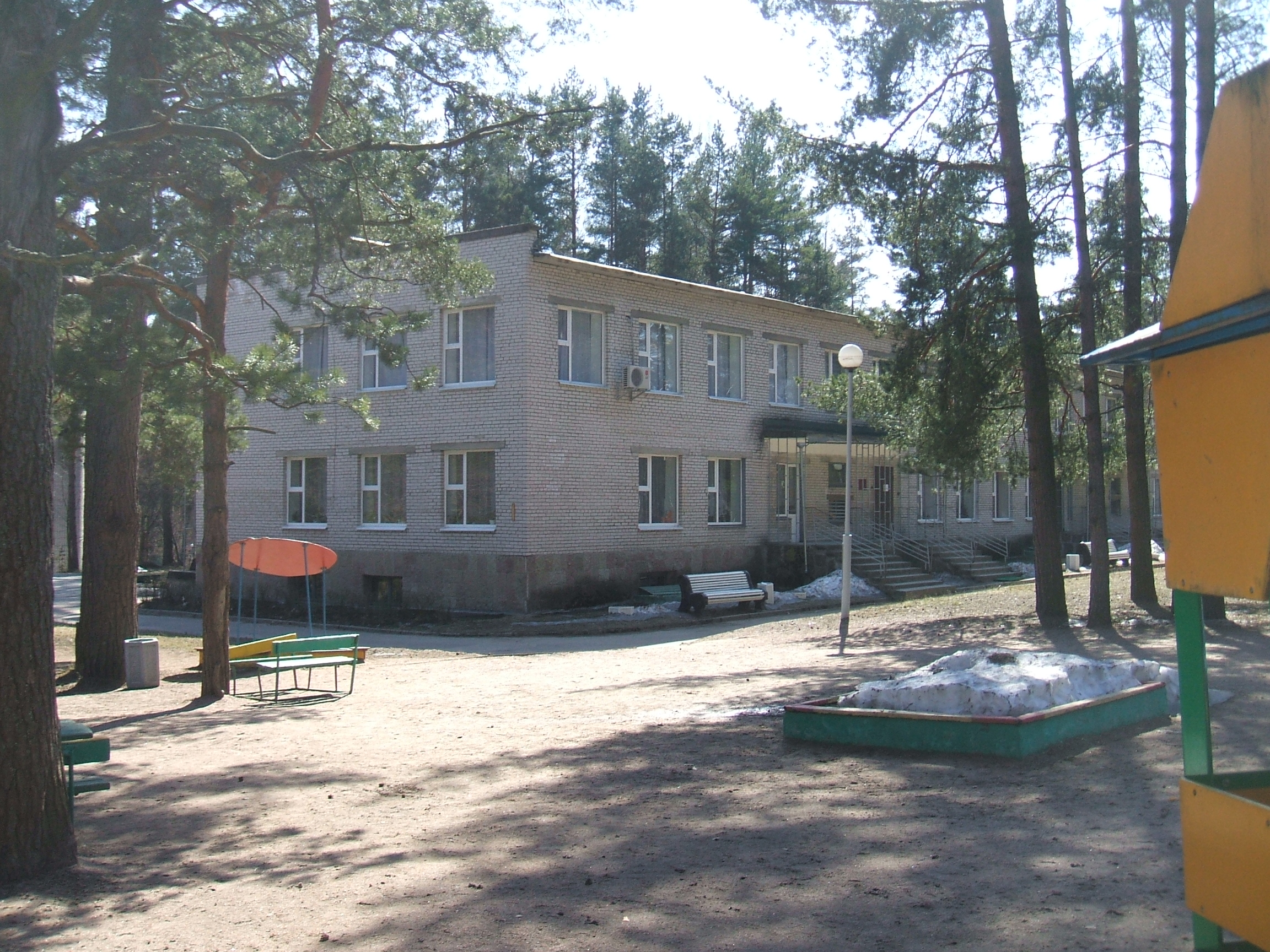
Детский психоневрологический санаторий «Пионер»
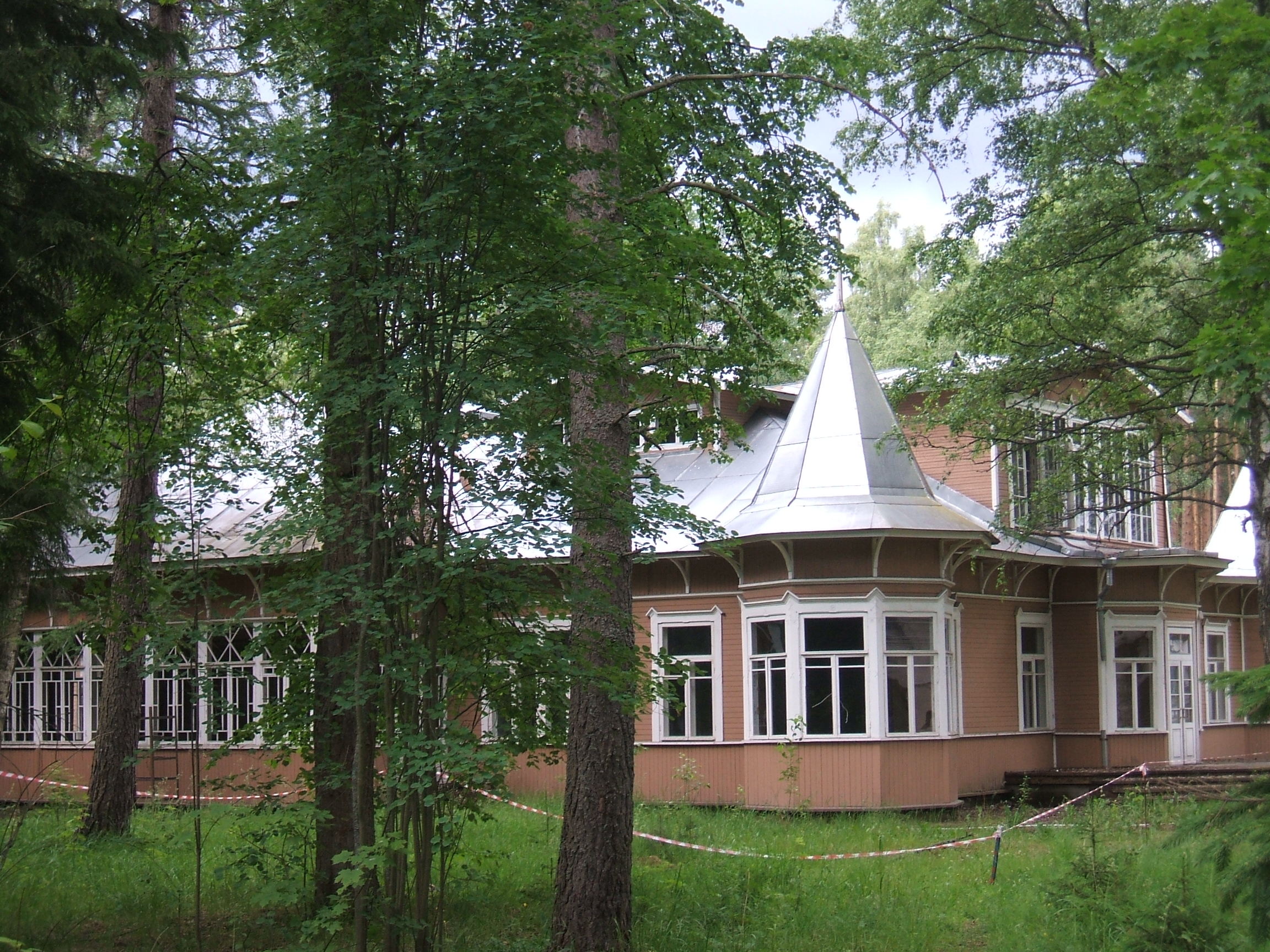
Дом отдыха «Архитектор»

### Здравоохранение и спорт
В настоящее время в Зеленогорске работают следующие медицинские учреждения: больница № 41, поликлиника № 69, а также большое количество частных медицинских учреждений разного профиля.
В городе работает Детско-юношеская спортивная школа по футболу и лыжам.

## Архитекторы города
- Юрьё Садениеми[фин.] (1869—1951). Автор здания полиции[63]. Также был автором нескольких церквей в Финляндии. Из сохранившихся зданий на Карельском перешейке — здание лицея в Приозерске.